# Campionato mondiale di Formula 1 2012

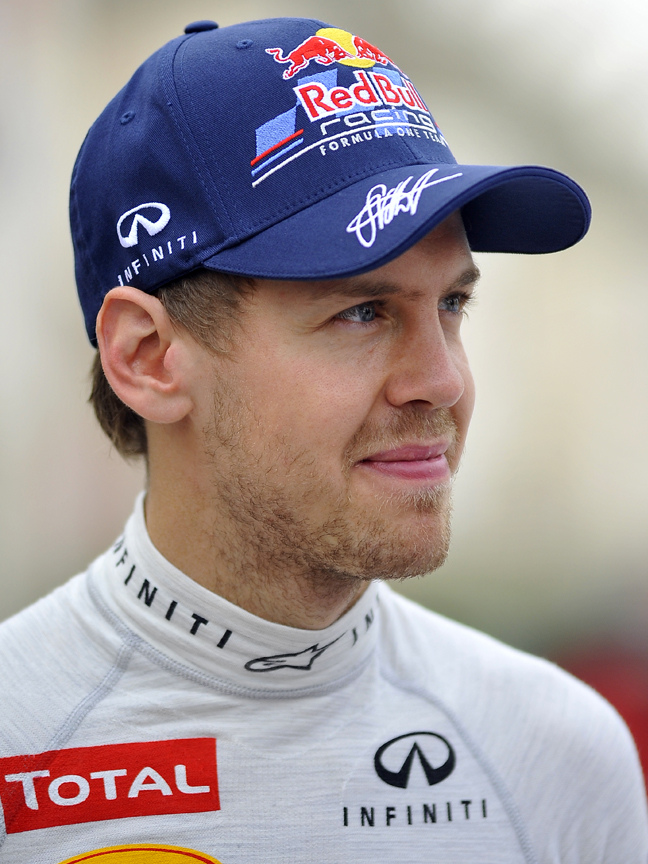
Sebastian Vettel vince il terzo dei suoi quattro titoli mondiali.

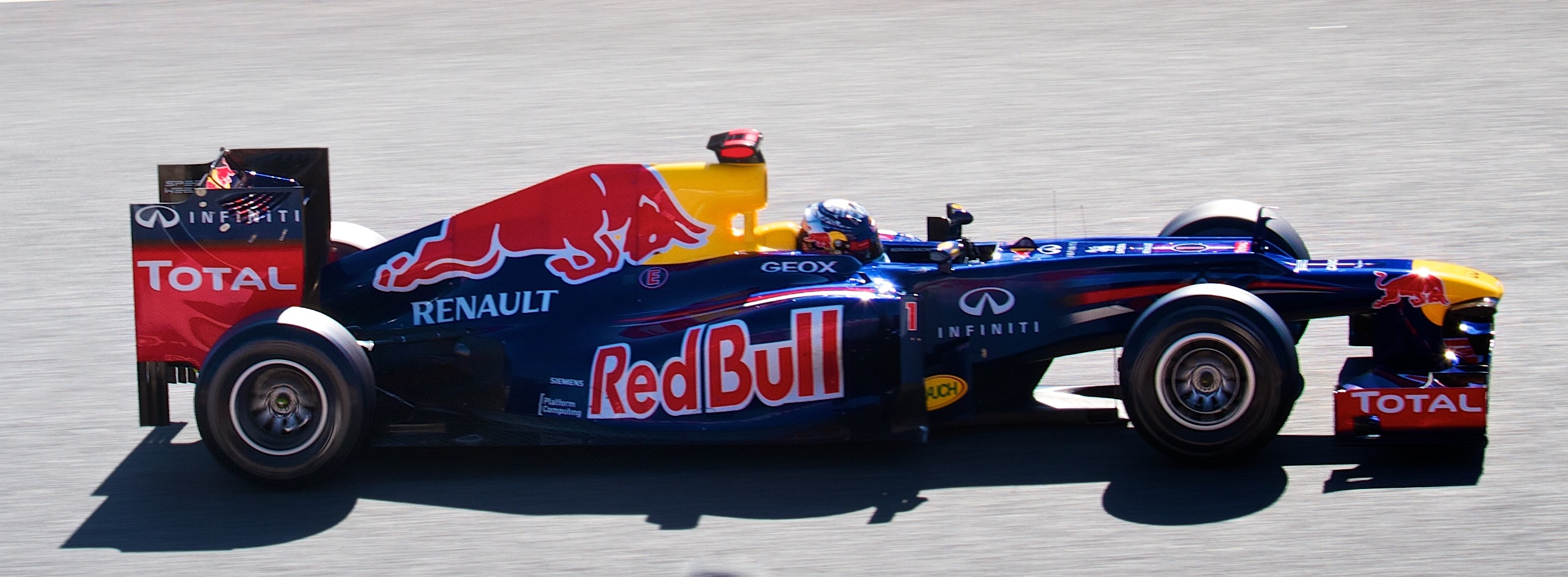
La Red Bull Racing vince il suo terzo campionato mondiale costruttori.

Il campionato mondiale di Formula 1 2012 organizzato dalla FIA è stato, nella storia della categoria, il 63º ad assegnare il campionato piloti e il 55º ad assegnare il campionato costruttori. È iniziato il 18 marzo ed è terminato il 25 novembre, dopo 20 gare, una in più della stagione precedente. Il titolo piloti è stato vinto da Sebastian Vettel e il titolo costruttori dalla Red Bull Racing-Renault, entrambi al terzo successo consecutivo.

## La pre-stagione

### Il calendario
Poco prima del Gran Premio del Canada 2010 la FIA rese noto un primo calendario per il 2012. Il numero di gare sarebbe salito a 21 col ritorno del Gran Premio degli Stati Uniti da disputarsi sul Circuito delle Americhe ad Austin, in Texas; la gara in Turchia restò soggetta a necessità di conferma. Il presidente della FIA, Jean Todt, affermò però poco dopo che il mondiale si sarebbe disputato su sole 20 gare.
Poco tempo dopo Bernie Ecclestone propose una variazione del calendario del 2012, con lo spostamento della prima gara dal Bahrein all'Australia, il riposizionamento della gara negli Stati Uniti a novembre, e la cancellazione della gara in Turchia. La versione definitiva, presentata a settembre, confermò l'esclusione del Gran Premio di Turchia.
A novembre 2011, a seguito della decisione di sospendere i lavori per la costruzione del Circuito delle Americhe, che avrebbe dovuto ospitare il Gran Premio degli Stati Uniti, a causa di una diatriba tra i costruttori dell'impianto e gli organizzatori della gara, il gran premio venne depennato dal calendario mondiale.
Il primo appuntamento della stagione si è corso in Australia il 18 marzo 2012, mentre il 25 novembre 2012 il campionato volse al termine con l'ultima gara, il Gran Premio del Brasile.
Nel dicembre 2011 venne pubblicato il calendario definitivo del mondiale: venne confermata la presenza sia del Gran Premio del Bahrein che del Gran Premio degli Stati Uniti.
| Gara | Nome ufficiale del Gran Premio         | Circuito                         | Sede          | Data         | Ora    | Ora   | Diretta TV  |
| Gara | Nome ufficiale del Gran Premio         | Circuito                         | Sede          | Data         | Locale | UTC   | Diretta TV  |
| ---- | -------------------------------------- | -------------------------------- | ------------- | ------------ | ------ | ----- | ----------- |
| 1    | Qantas Australian Grand Prix           | Albert Park Circuit              | Melbourne     | 18 marzo     | 17:00  | 6:00  | Rai 1       |
| 2    | Petronas Malaysia Grand Prix           | Sepang International Circuit     | Sepang        | 25 marzo     | 16:00  | 8:00  | Rai 1-Rai 2 |
| 3    | UBS Chinese Grand Prix                 | Shanghai International Circuit   | Shanghai      | 15 aprile    | 15:00  | 7:00  | Rai 1-Rai 2 |
| 4    | Gulf Air Bahrain Grand Prix            | Bahrain International Circuit    | Manama        | 22 aprile    | 15:00  | 12:00 | Rai 1       |
| 5    | Gran Premio de España Santander        | Circuito di Barcellona-Catalogna | Montmeló      | 13 maggio    | 14:00  | 12:00 | Rai 1       |
| 6    | Grand Prix de Monaco                   | Circuito di Monte Carlo          | Monaco        | 27 maggio    | 14:00  | 12:00 | Rai 1       |
| 7    | Grand Prix du Canada                   | Circuit Gilles Villeneuve        | Montréal      | 10 giugno    | 14:00  | 18:00 | Rai 2-Rai 1 |
| 8    | Grand Prix of Europe                   | Valencia Street Circuit          | Valencia      | 24 giugno    | 14:00  | 12:00 | Rai 1       |
| 9    | British Grand Prix Santander           | Silverstone Circuit              | Silverstone   | 8 luglio     | 13:00  | 12:00 | Rai 1       |
| 10   | Großer Preis Santander von Deutschland | Hockenheimring                   | Hockenheim    | 22 luglio    | 14:00  | 12:00 | Rai 1       |
| 11   | Eni Magyar Nagydíj                     | Hungaroring                      | Mogyoród      | 29 luglio    | 14:00  | 12:00 | Rai 1       |
| 12   | Shell Belgian Grand Prix               | Circuito di Spa-Francorchamps    | Stavelot      | 2 settembre  | 14:00  | 12:00 | Rai 1       |
| 13   | Gran Premio Santander d'Italia         | Autodromo nazionale di Monza     | Monza         | 9 settembre  | 14:00  | 12:00 | Rai 1       |
| 14   | SingTel Singapore Grand Prix           | Singapore Street Circuit         | Singapore     | 23 settembre | 20:00  | 12:00 | Rai 1       |
| 15   | Japanese Grand Prix                    | Suzuka Circuit                   | Suzuka        | 7 ottobre    | 15:00  | 6:00  | Rai 1       |
| 16   | Korean Grand Prix                      | Korean International Circuit     | Yeongam       | 14 ottobre   | 15:00  | 6:00  | Rai 1       |
| 17   | Airtel Indian Grand Prix               | Buddh International Circuit      | Greater Noida | 28 ottobre   | 15:00  | 9:30  | Rai 2       |
| 18   | Etihad Airways Abu Dhabi Grand Prix    | Yas Marina Circuit               | Abu Dhabi     | 4 novembre   | 17:00  | 13:00 | Rai 1       |
| 19   | United States Grand Prix               | Circuito delle Americhe          | Austin        | 18 novembre  | 13:00  | 19:00 | Rai 1       |
| 20   | Grande Prêmio Petrobras do Brasil      | Autódromo José Carlos Pace       | San Paolo     | 25 novembre  | 14:00  | 16:00 | Rai 1-Rai 2 |

### La presentazione delle vetture
Le nuove vetture per la stagione 2012 sono state presentate a partire dal 25 gennaio 2012 secondo il seguente calendario:
| Costruttore                | Telaio | Data lancio | Luogo lancio                             |
| -------------------------- | ------ | ----------- | ---------------------------------------- |
| Caterham F1 Team           | CT01   | 25 gennaio  | Sito internet della Formula 1            |
| Vodafone McLaren Mercedes  | MP4-27 | 1º febbraio | Woking, Inghilterra                      |
| Scuderia Ferrari           | F2012  | 3 febbraio  | Sito ufficiale della scuderia            |
| Sahara Force India F1 Team | VJM05  | 3 febbraio  | Silverstone, Inghilterra                 |
| Lotus F1 Team              | E20    | 5 febbraio  | Enstone, Inghilterra                     |
| Sauber F1 Team             | C31    | 6 febbraio  | Circuito di Jerez de la Frontera, Spagna |
| Red Bull Racing            | RB8    | 6 febbraio  | Circuito di Jerez de la Frontera, Spagna |
| Scuderia Toro Rosso        | STR7   | 6 febbraio  | Circuito di Jerez de la Frontera, Spagna |
| Williams F1                | FW34   | 7 febbraio  | Circuito di Jerez de la Frontera, Spagna |
| Mercedes AMG F1            | F1 W03 | 21 febbraio | Circuito di Catalogna, Spagna            |
| Marussia F1 Team           | MR01   | 5 marzo     | Circuito di Silverstone, Regno Unito     |
| HRT F1 Team                | F112   | 6 marzo     | Circuito di Catalogna, Spagna            |

### I test
I test pre-stagionali sono articolati in 3 appuntamenti: sono iniziati a Jerez, sul circuito de La Frontera il 7 febbraio 2012 e sono proseguiti con due sessioni sul circuito di Catalogna. Inoltre si è svolta una sessione di tre giorni di prove durante la stagione all'Autodromo Internazionale del Mugello dal 1º al 3 maggio 2012; la maggioranza dei piloti ha elogiato le caratteristiche tecniche della pista.

### Accordi e fornitori
La Williams passa, nel 2012, a motori Renault, al posto dei Cosworth. La scuderia inglese ha corso 146 gran premi motorizzata dalla casa francese, conquistando 63 vittorie, 79 pole, 69 giri veloci, 141 podi, quattro titoli piloti e cinque costruttori tra il 1989 e il 1997.
La Pirelli resta fornitore unico degli pneumatici, che vengono presentati ufficialmente sul Circuito di Yas Marina il 25 gennaio 2012. Per la stagione la Pirelli introduce il Racing Tyre System Pirelli, un sistema integrato che consente di monitorare in tempo reale ogni singolo pneumatico utilizzato. Il sistema mette in connessione le vetture, i team e i tecnici in pista con un server centrale, installato nel quartier generale Pirelli. La casa italiana acquista una Renault R30 quale vettura test, per sostituire la Toyota TF109. La R30 venne utilizzata nel 2010 e ottenne, con Robert Kubica alla guida, due terzi posti. La vettura viene adattata per conformarsi ai nuovi regolamenti tecnici. Assieme a Lucas Di Grassi, la casa italiana indica come tester lo spagnolo Jaime Alguersuari, che ha corso 46 gran premi in Formula 1, tra il 2009 e il 2011, con la Toro Rosso.

## Scuderie e piloti

### Scuderie
Da questa stagione il Team Lotus diventa Caterham F1 Team e la Lotus Renault GP si ridenomina in Lotus F1 Team. Tale cambiamento è dovuto anche alla lunga diatriba che ha diviso nel corso del 2011 il Team Lotus di Tony Fernandes e la Lotus Cars, in merito all'utilizzo del nome Lotus in Formula 1. A seguito dell'entrata nel capitale azionario della scuderia da parte della casa russa Marussia Motors, la Virgin Racing diventa Marussia F1 Team. Anche la Mercedes GP cambia il suo nome in Mercedes AMG Petronas Formula 1 Team, inserendo nel nome l'AMG, un'azienda tedesca nota per la collaborazione con Mercedes-Benz nella costruzione dei modelli sportivi del marchio tedesco.

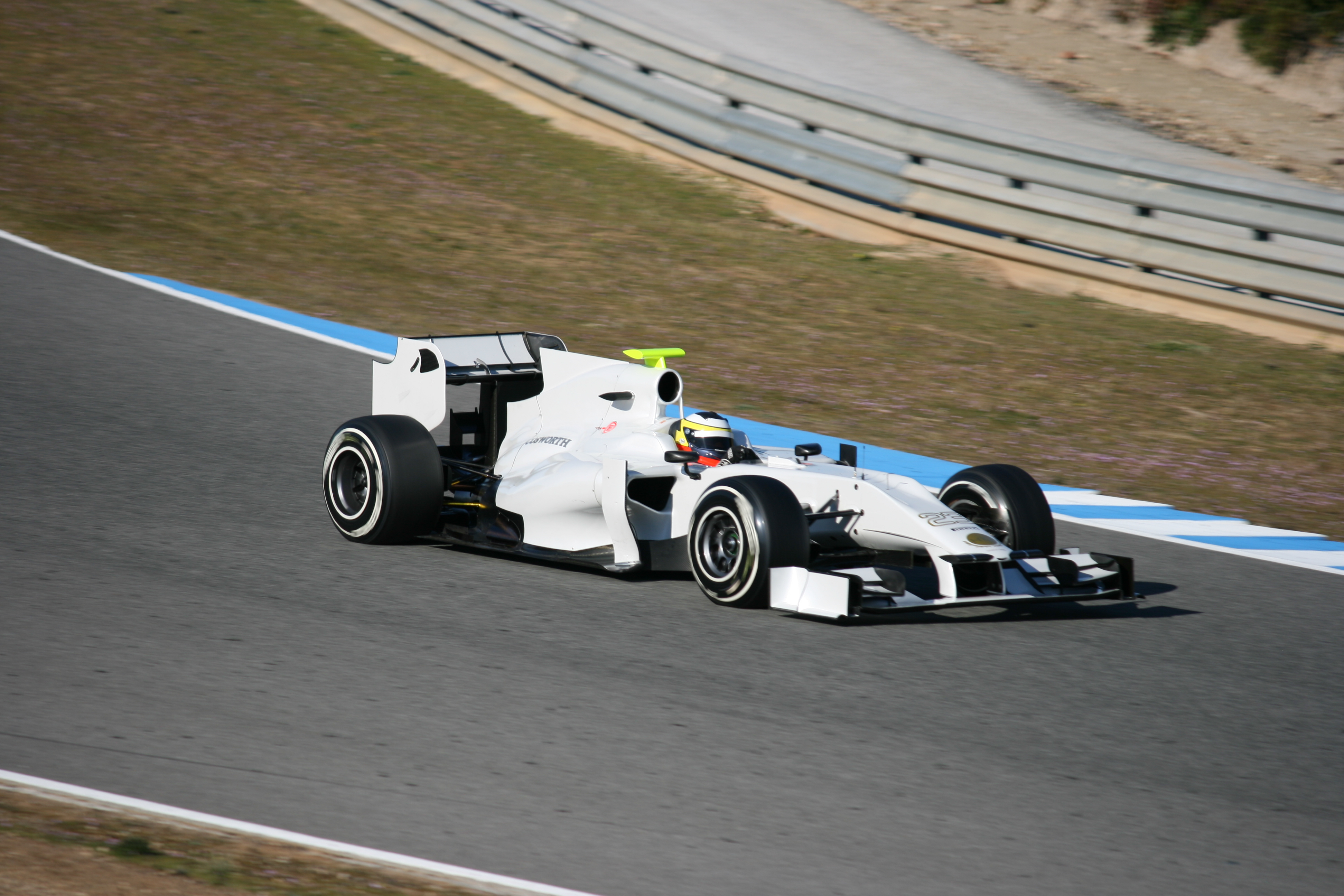
Pedro de la Rosa alla guida della HRT: la scuderia spagnola ha effettuato i test utilizzando la monoposto del 2011.

Il proprietario della Force India, l'indiano Vijay Mallya, ha annunciato, nell'ottobre 2011, di aver ceduto metà delle sue quote della scuderia al gruppo Sahara India Pariwar. Dopo tale operazione Mallya e il gruppo neoentrato posseggono il 42,5% delle azioni a testa, mentre il 15% restante è di proprietà della famiglia Mol. Il team viene ribattezzato Sahara Force India.
Il 2 dicembre 2011 la Ferrari e la Red Bull resero nota la volontà di abbandonare la FOTA, l'associazione delle scuderie, in seguito ad un eccessivo stallo nell'attuazione dei propositi che hanno dato vita all'associazione stessa. Le due scuderie si sono riservate di continuare a collaborare con gli altri team, ma intendono attuare un più veloce e costruttivo dialogo direttamente con la FIA ed il patron della Formula 1, Bernie Ecclestone, per ottenere in tempi più brevi accordi miranti al raggiungimento di interessi dall'importanza comune. La scelta è dovuta alle polemiche sull'applicazione del Resource Restrinction Agreement, l'accordo sul tetto del budget.
Già durante la stagione 2011 la Red Bull venne accusata di aver sforato le spese massime e il numero massimo di dipendenti da impiegare, stabiliti dal Resource Restriction Agreement (RRA). La verifica, effettuata dalla società olandese Capgemini avrebbe evidenziato delle discrepanze nell'inserimento delle voci di bilancio.
Il 7 dicembre 2011 anche la Sauber annuncia la sua uscita dall'associazione.

### Piloti
I primi quattro team della stagione 2011 hanno confermato le coppie di piloti titolari. La McLaren affianca, come pilota collaudatore, Oliver Turvey a Gary Paffett.
Torna in Formula 1 Kimi Räikkönen, campione del mondo nel 2007, che trova un ingaggio alla Lotus-Renault. Diventano così ben 6 i piloti iscritti che hanno vinto il titolo mondiale, un record (oltre a lui anche Sebastian Vettel, Jenson Button, Lewis Hamilton, Fernando Alonso e Michael Schumacher). Il finlandese ha già corso 157 gran premi, vincendone 18, con 16 pole position e 35 giri veloci. Tale decisione viene presa dalla Lotus anche per l'impossibilità di Robert Kubica di tornare a gareggiare in Formula 1 nel 2012.
Per affiancare il finlandese, nonostante un contratto in essere con Vitalij Petrov, la Lotus-Renault ha annunciato quale pilota titolare Romain Grosjean. Grosjean disputò 7 gran premi con la Renault nel 2009, in sostituzione di Nelsinho Piquet. Nel 2010 il francese vinse il campionato Auto GP e nel 2011 la GP2. A completare il quadro della casa inglese l'ex pilota titolare della Virgin, Jérôme d'Ambrosio, viene ingaggiato come terzo pilota. L'ex pilota della Renault, Bruno Senna, sostituisce il suo connazionale Rubens Barrichello alla Williams.
L'HRT ha annunciato l'ingaggio del pilota spagnolo Pedro de la Rosa quale titolare per le stagioni 2012 e 2013. Lo spagnolo, che ha all'attivo già 87 gran premi, nel corso del 2011 sostituì Sergio Pérez alla Sauber nel Gran Premio del Canada. Lo spagnolo è nominato presidente della GPDA (Grand Prix Drivers' Association), dopo l'uscita dal mondiale di Formula 1 di Rubens Barrichello. A far coppia con l'iberico è stato richiamato l'indiano Narain Karthikeyan che nel 2011 era pilota titolare per la scuderia nella prima parte della stagione, mentre nel ruolo di collaudatore è stato scelto lo spagnolo Dani Clos. Charles Pic, pilota francese impegnato nel 2011 nella GP2 Series, viene ingaggiato come pilota titolare della Marussia, scuderia erede della Virgin. Nel team russo viene indicata come test driver la spagnola María de Villota. Figlia d'arte, suo padre Emilio de Villota ebbe qualche presenza in Formula 1 tra il 1976 e il 1983, è la prima donna pilota in Formula 1 dai tempi di Giovanna Amati, che tentò di qualificarsi in tre gran premi con la Brabham-Judd nel 1992. Un altro pilota donna, Susie Wolff, diventa pilota collaudatore per la Williams.
La Toro Rosso ha cambiato entrambi i piloti titolari per la stagione: la scuderia indica l'australiano Daniel Ricciardo (che aveva svolto le prime prove libere del venerdì con la casa faentina nella parte iniziale della stagione, prima di correre gli ultimi 11 gran premi stagionali con l'HRT-Cosworth) e il francese Jean-Éric Vergne, che aveva svolto in tre occasioni la prima sessione di prove del venerdì nel 2011, sempre con la Toro Rosso. L'ex pilota della Toro Rosso, Sébastien Buemi diventa pilota di riserva e tester per la Red Bull e, inoltre, può tornare alla guida della monoposto della scuderia italiana qualora quest'ultima abbia necessità di un pilota.
La Force India conferma Paul di Resta e promuove Nico Hülkenberg dal ruolo di terzo pilota a quello di titolare. Hülkenberg aveva corso nel 2010 con la Williams-Cosworth, cogliendo anche una pole position. Come terzo pilota viene indicato il francese Jules Bianchi, che aveva svolto tale funzione nel 2010 alla Ferrari. Solo per il Gran Premio d'Australia la scuderia indiana nomina Gary Paffett come riserva, visto l'impegno contemporaneo di Jules Bianchi in Formula Renault 3.5. L'olandese Giedo van der Garde è indicato come pilota di riserva della Caterham. È annunciata anche la sua partecipazione a diversi turni di prove libere del venerdì nei gran premi. Con lui viene indicato anche il pilota statunitense Alexander Rossi. La casa anglo-malese sostituisce, come pilota titolare, Jarno Trulli con Vitalij Petrov. Per la prima volta dal Gran Premio del Messico 1970 a una gara iridata non è iscritto nessun pilota italiano, mentre il Gran Premio di Germania 1973 fu l'ultimo un cui nessun pilota italiano non prese parte nemmeno alle prove (Arturo Merzario, iscritto dalla Ferrari, non partecipò per l'indisponibilità della vettura).
In seguito all'incidente al via nel precedente Gran Premio del Belgio, Romain Grosjean, della Lotus, viene escluso dal Gran Premio d'Italia. Il pilota francese è anche stato multato di 50 000 €. Al suo posto la casa britannica indica Jérôme d'Ambrosio. Il belga, che nel 2011 corse con la Virgin, ottenendo come miglior piazzamento il quattordicesimo posto in due occasioni (Australia e Canada), è collaudatore e terzo pilota del team. Sempre nel Gran Premio di Monza fa il suo esordio, nelle prime prove libere del venerdì, il pilota cinese Ma Qing Hua, che è il primo pilota cinese a partecipare a un weekend di Formula 1.
Dal Gran Premio del Giappone il pilota britannico Max Chilton è nominato pilota di riserva alla Marussia. Chilton ha chiuso al quarto posto nella GP2 Series.

### Tabella riassuntiva
| Scuderia                      | Costruttore             | Telaio | Motore   | Gomme | Nº | Piloti             | GP          | Collaudatore / Terzo pilota                          |
| ----------------------------- | ----------------------- | ------ | -------- | ----- | -- | ------------------ | ----------- | ---------------------------------------------------- |
| Red Bull Racing               | Red Bull Racing-Renault | RB8    | Renault  | P     | 1  | Sebastian Vettel   | Tutti       | Sébastien Buemi                                      |
| Red Bull Racing               | Red Bull Racing-Renault | RB8    | Renault  | P     | 2  | Mark Webber        | Tutti       | Sébastien Buemi                                      |
| Vodafone McLaren Mercedes     | McLaren-Mercedes        | MP4-27 | Mercedes | P     | 3  | Jenson Button      | Tutti       | Gary Paffett Oliver Turvey                           |
| Vodafone McLaren Mercedes     | McLaren-Mercedes        | MP4-27 | Mercedes | P     | 4  | Lewis Hamilton     | Tutti       | Gary Paffett Oliver Turvey                           |
| Scuderia Ferrari              | Ferrari                 | F2012  | Ferrari  | P     | 5  | Fernando Alonso    | Tutti       | Giancarlo Fisichella Marc Gené Davide Rigon          |
| Scuderia Ferrari              | Ferrari                 | F2012  | Ferrari  | P     | 6  | Felipe Massa       | Tutti       | Giancarlo Fisichella Marc Gené Davide Rigon          |
| Mercedes AMG Petronas F1 Team | Mercedes                | F1 W03 | Mercedes | P     | 7  | Michael Schumacher | Tutti       | Sam Bird Brendon Hartley                             |
| Mercedes AMG Petronas F1 Team | Mercedes                | F1 W03 | Mercedes | P     | 8  | Nico Rosberg       | Tutti       | Sam Bird Brendon Hartley                             |
| Lotus F1 Team                 | Lotus-Renault           | E20    | Renault  | P     | 9  | Kimi Räikkönen     | Tutti       | Jérôme d'Ambrosio Kevin Korjus                       |
| Lotus F1 Team                 | Lotus-Renault           | E20    | Renault  | P     | 10 | Romain Grosjean    | 1–12, 14–20 | Jérôme d'Ambrosio Kevin Korjus                       |
| Lotus F1 Team                 | Lotus-Renault           | E20    | Renault  | P     | 10 | Jérôme d'Ambrosio  | 13          | Jérôme d'Ambrosio Kevin Korjus                       |
| Sahara Force India F1 Team    | Force India-Mercedes    | VJM05  | Mercedes | P     | 11 | Paul di Resta      | Tutti       | Jules Bianchi Gary Paffett Conor Daly                |
| Sahara Force India F1 Team    | Force India-Mercedes    | VJM05  | Mercedes | P     | 12 | Nico Hülkenberg    | Tutti       | Jules Bianchi Gary Paffett Conor Daly                |
| Sauber F1 Team                | Sauber-Ferrari          | C31    | Ferrari  | P     | 14 | Kamui Kobayashi    | Tutti       | Esteban Gutiérrez                                    |
| Sauber F1 Team                | Sauber-Ferrari          | C31    | Ferrari  | P     | 15 | Sergio Pérez       | Tutti       | Esteban Gutiérrez                                    |
| Scuderia Toro Rosso           | STR-Ferrari             | STR7   | Ferrari  | P     | 16 | Daniel Ricciardo   | Tutti       | Sébastien Buemi                                      |
| Scuderia Toro Rosso           | STR-Ferrari             | STR7   | Ferrari  | P     | 17 | Jean-Éric Vergne   | Tutti       | Sébastien Buemi                                      |
| Williams F1                   | Williams-Renault        | FW34   | Renault  | P     | 18 | Pastor Maldonado   | Tutti       | Valtteri Bottas Susie Wolff                          |
| Williams F1                   | Williams-Renault        | FW34   | Renault  | P     | 19 | Bruno Senna        | Tutti       | Valtteri Bottas Susie Wolff                          |
| Caterham F1 Team              | Caterham-Renault        | CT01   | Renault  | P     | 20 | Heikki Kovalainen  | Tutti       | Giedo van der Garde Alexander Rossi Rodolfo González |
| Caterham F1 Team              | Caterham-Renault        | CT01   | Renault  | P     | 21 | Vitalij Petrov     | Tutti       | Giedo van der Garde Alexander Rossi Rodolfo González |
| HRT F1 Team                   | HRT-Cosworth            | F112   | Cosworth | P     | 22 | Pedro de la Rosa   | Tutti       | Dani Clos Vitantonio Liuzzi Ma Qing Hua              |
| HRT F1 Team                   | HRT-Cosworth            | F112   | Cosworth | P     | 23 | Narain Karthikeyan | Tutti       | Dani Clos Vitantonio Liuzzi Ma Qing Hua              |
| Marussia F1 Team              | Marussia-Cosworth       | MR01   | Cosworth | P     | 24 | Timo Glock         | Tutti       | María de Villota Max Chilton                         |
| Marussia F1 Team              | Marussia-Cosworth       | MR01   | Cosworth | P     | 25 | Charles Pic        | Tutti       | María de Villota Max Chilton                         |

## Circuiti e gare

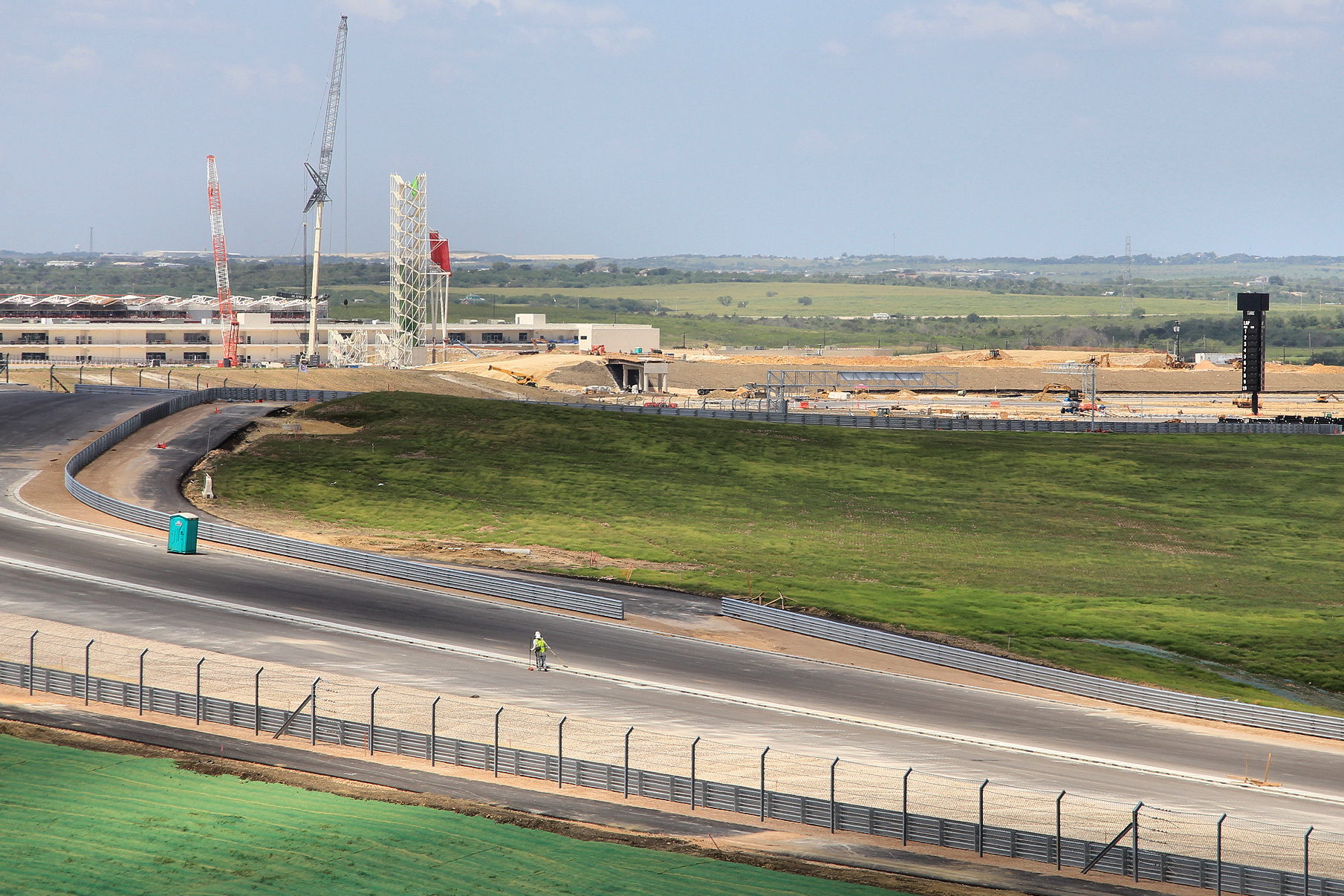
Un'immagine della costruzione del Circuito delle Americhe, che ospita il GP degli USA, rientrante dopo 5 anni di assenza nel calendario iridato.

Il mondiale di Formula 1 torna, dopo 5 anni, a correre negli Stati Uniti d'America; viene utilizzato il Circuito delle Americhe, presso Austin, in Texas. Il circuito è l'ottavo a ospitare il Gran Premio degli Stati Uniti e il decimo tracciato statunitense, in totale, a ospitare una gara iridata della Formula 1. La gara però rischiò, nel corso del 2011, la cancellazione a causa del mancato accordo tra i promotori del circuito e la FOM, tanto che si prospettò uno slittamento nell'entrata nel calendario iridato al 2013.
Il tracciato, su cui si gira in senso antiorario, è caratterizzato da 20 curve, e da un certo dislivello altimetrico, misurato in 41 metri. Molte delle sue curve sono ispirate a tratti di circuiti già esistenti, coma la curva 8 dell'Istanbul Park o il complesso Maggotts-Becketts-Chapel del Circuito di Silverstone. Secondo il suo progettista, Hermann Tilke, è un tracciato molto insidioso che potrebbe favorire anche errori dei piloti. Molti piloti lodano le qualità del tracciato, come Nico Rosberg e Michael Schumacher, mentre Felipe Massa, pur apprezzando la pista, mette in evidenza la poca aderenza dell'asfalto.
Dopo un anno di assenza è tornato il Gran Premio del Bahrein, che nel 2011 venne cancellato per la difficile situazione politica del paese. Dopo che solo nell'edizione 2010 fu utilizzata la configurazione del tracciato da 6,299 km denominata Endurance Circuit, da questo Gran Premio è ritornata la configurazione da 5,412 km, presente dal 2004 al 2009. In realtà anche l’edizione del 2012 era a rischio sempre per va della difficile situazione politica, ma alla fine si riuscì ad organizzare il Gran Premio del Bahrain, nonostante le varie polemiche.
Il Gran Premio di Germania si sposta dal Nürburgring a Hockenheim, in linea con la solita alternanza fra circuiti.
Il 20 dicembre 2009 venne annunciata la firma dell'accordo tra gli organizzatori del Gran Premio di Roma e Bernie Ecclestone per far disputare una gara mondiale su un circuito da allestire presso l'EUR; venne indicato il 2012 come l'anno di esordio. Il 13 gennaio 2011 Bernie Ecclestone, dichiarò che, alle attuali condizioni, non era possibile programmare un secondo Gran Premio in Italia, vista la presenza del Gran Premio di Monza. L'unica possibilità sarebbe stata quella di alternare il Gran Premio d'Italia nelle due città di anno in anno.

## Modifiche al regolamento

### Regolamento tecnico

#### Centralina
Tutte le regole relative alla centralina elettronica unica, che erano prima in una direttiva tecnica, sono ora parte integrante del regolamento tecnico. La Federazione, nel corso dei test invernali, ha tuttavia ritenuto di dover intervenire sul codice di programmazione delle centraline dopo le prime polemiche sull'utilizzo di configurazioni che avrebbero permesso di utilizzare ancora il soffiaggio basso nel diffusore.

#### Aerodinamica

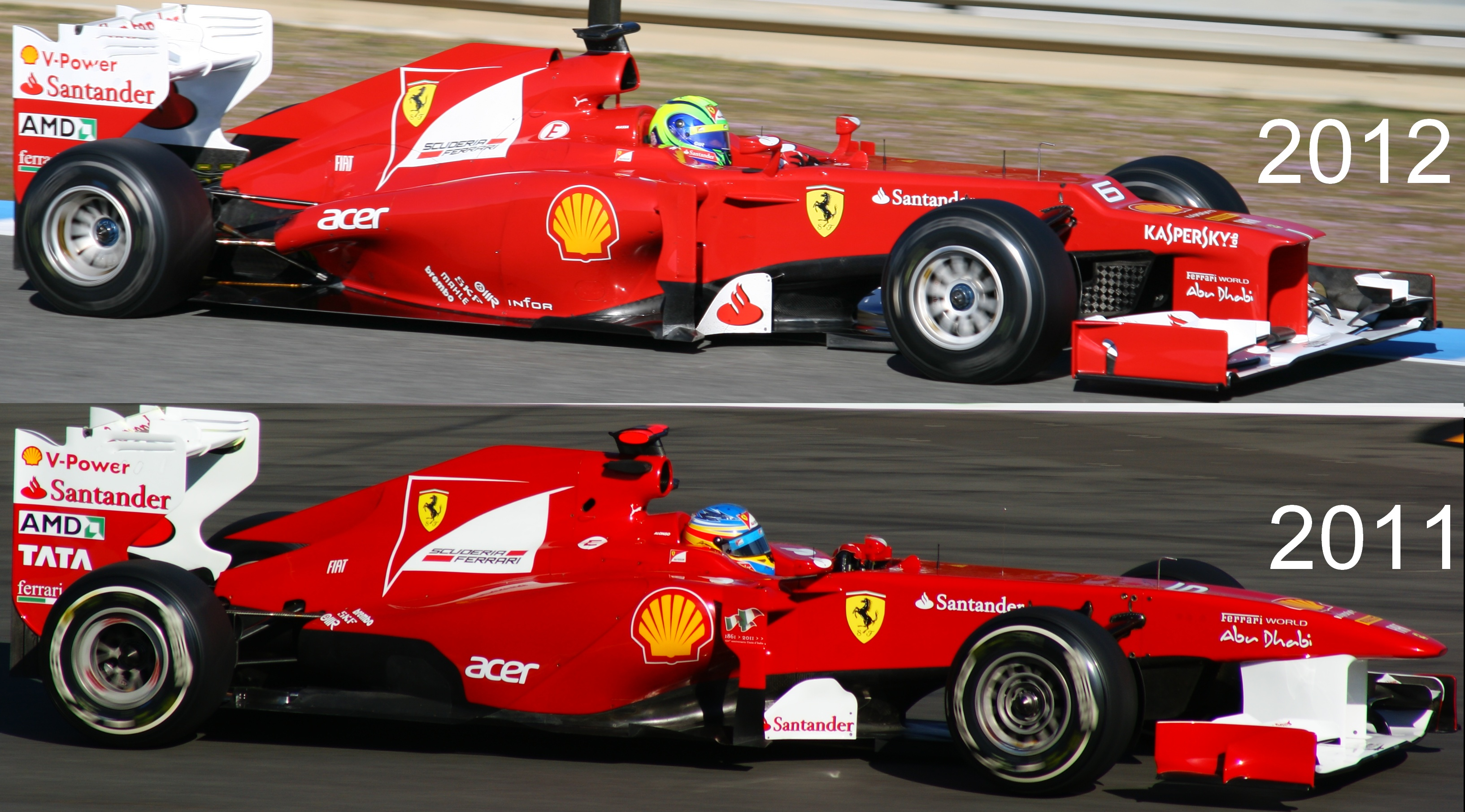
Le differenze fra una vettura della stagione 2011 (Ferrari 150º Italia) e una vettura della stagione 2012 (Ferrari F2012).

I tubi di scappamento sono ora regolamentati per garantire che gli effetti aerodinamici dei gas di scarico siano ridotti al minimo. Ciò porta a scarichi più alti rispetto alla versione del 2011 e non più vicini ai diffusori.
Nell'ottobre 2011 venne inviata una chiarificazione in merito a tale problema, che bandiva definitivamente "poco convenzionali" mappature del motore; a novembre venne introdotto un altro emendamento al regolamento che bandisce completamente la pratica dell'invio dei gas di scarico su parte della vettura con lo scopo di incrementare la deportanza.
Nel gennaio 2012 la FIA ha deciso per il bando dei correttori di assetto. Il sistema, ideato per la prima volta dalla Renault nel 2010 (ma non applicato di fatto fino alla vettura del 2012), utilizza dei cilindri idraulici posti nel sistema frenante e nelle sospensioni, che consentono di fare degli aggiustamenti sull'altezza della vettura dal suolo durante la gara, offrendo stabilità maggiore in frenata.
La Federazione inizialmente considerò legale tale accorgimento, tanto che altri team come la Ferrari e la Williams inviarono loro proposte per l'inserimento sulle loro vetture di tale meccanismo, prima che lo stesso venisse bandito dalla FIA solo una settimana dopo.
La FIA afferma che il sistema viola l'articolo 3.15 del regolamento tecnico, che afferma che "nessun effetto aerodinamico può essere creato dal sistema delle sospensioni se non in maniera incidentale rispetto alla sua funzione primaria" e che "ogni elemento che influenza l'aerodinamica della vettura deve rimanere fisso rispetto al corpo della stessa".

#### Sicurezza
Viene definita una migliore evidenziazione degli interruttori di emergenza che possono essere utilizzati dai commissari di percorso; viene inoltre introdotto un nuovo test per le strutture di impatto laterale.
Viene introdotta una riprofilazione del muso delle vetture. Fino al 2011 il musetto non poteva superare in altezza dal suolo i 62,5 cm, ora tale limite viene portato a 55 cm.
Le vetture non possono più prendere parte ai test pre-stagionali se non hanno superato i crash test. Viene autorizzato l'utilizzo del sensore di coppia ai pit stop, a garanzia di maggiore sicurezza nel serraggio degli pneumatici.

#### Pneumatici
Gli pneumatici presentano una forma maggiormente squadrata, al fine di migliorare il livello di usura. Verranno utilizzate nuove tipologie di mescole, tranne che per le super-soft. Le mescole saranno più morbide, e vi sarà un minor divario prestazionale tra loro. Vi è anche una modifica nel nome degli pneumatici: le due mescole da bagnato vengono ridenominate Cinturato, e utilizzerano il colore blu per indicare le gomme da pioggia intensa e il verde per le intermedie. I colori che individuano i diversi tipi di gomme da asciutto, sempre denominate P Zero, non vengono modificati. Un set di gomme da asciutto potrà ora essere utilizzato al sabato, se entrambe le sessioni del venerdì sono in condizioni di bagnato.
Un incontro della Formula One Commission a Ginevra nel novembre 2011 ha portato al divieto dell'impiego dell'elio nelle pistole utilizzate per il cambio gomme. Ciò perché, pur migliorando del 30% l'efficienza delle pistole, l'utilizzo di tale gas è considerato troppo costoso. In alternativa all'aria compressa, la FIA ha concesso soltanto l'uso dell'azoto.

### Regolamento sportivo
Viene introdotto un tempo massimo di quattro ore per evitare che sospensioni prolungate possano portare ad una durata eccessiva della gara, come accaduto al Gran Premio del Canada 2011. Mentre rimane invariata la durata della gara senza sospensioni, ovvero due ore.
Prima che la Safety Car ritorni nella pit lane è consentito alle vetture doppiate di sdoppiarsi e raggiungere la coda del gruppo, assicurando una ripartenza senza vetture più lente che ostacolino la lotta per le posizioni di testa.
Alle vetture che erano in pit lane al momento in cui una gara è sospesa, è permesso riposizionarsi sulla griglia di partenza nella posizione che avevano al momento dell'interruzione.
I piloti non possono più tagliare la pista senza un ragionevole motivo, per esempio tagliando una chicane nei giri di ricognizione o nei giri di uscita e rientro ai box, per risparmiare tempo o carburante.
Viene chiarito cosa è consentito fare per difendersi da un sorpasso: un pilota che per difendere la posizione abbandoni la linea di guida, può tornarci, ma è tenuto a lasciare uno spazio pari alla larghezza di una vettura tra sé e il bordo della pista nell'avvicinarsi alla curva successiva.
Vengono reintrodotti i test durante la stagione e in totale saranno consentiti tre giorni di prova.
Tutte le decisioni dei commissari di gara che non sono soggette ad appello vengono raggruppate in un unico paragrafo del regolamento.
Tutti gli pneumatici assegnati ad un pilota saranno ora utilizzabili anche nella prima giornata di prove; precedentemente era consentito l'utilizzo di soli tre set.
Due settimane prima della partenza della stagione, la FIA rigetta la proposta delle squadre che avevano chiesto di abbassare il limite di velocità in pit lane a 60 km/h. La stessa idea era stata valutata dalla Pirelli come mezzo di incentivo per lo spettacolo per modificare le strategie di corsa.
Viene stabilito che l'uso del DRS con pista umida verrà autorizzato dal direttore della corsa, nel caso l'utilizzo del dispositivo non incida sulla visibilità in pista. È stabilito che l'orario nel quale gli addetti delle scuderie possono entrare nel paddock venga tenuto costante durante la stagione, a prescindere dall'orario delle prove libere, nel caso di gare con orari particolari.
Da Silverstone viene introdotto un nuovo podio di concezione più moderna ai cui lati sono effigiate le firme dei vincitori dei precedenti mondiali ed un nuovo modo di alzabandiera durante gli inni nazionali: non più classico ma "a scomparsa", a cui segue una breve intervista pubblica sul podio stesso (di solito affidata ad un ex pilota).

## Riassunto della stagione

### Gran Premio d'Australia

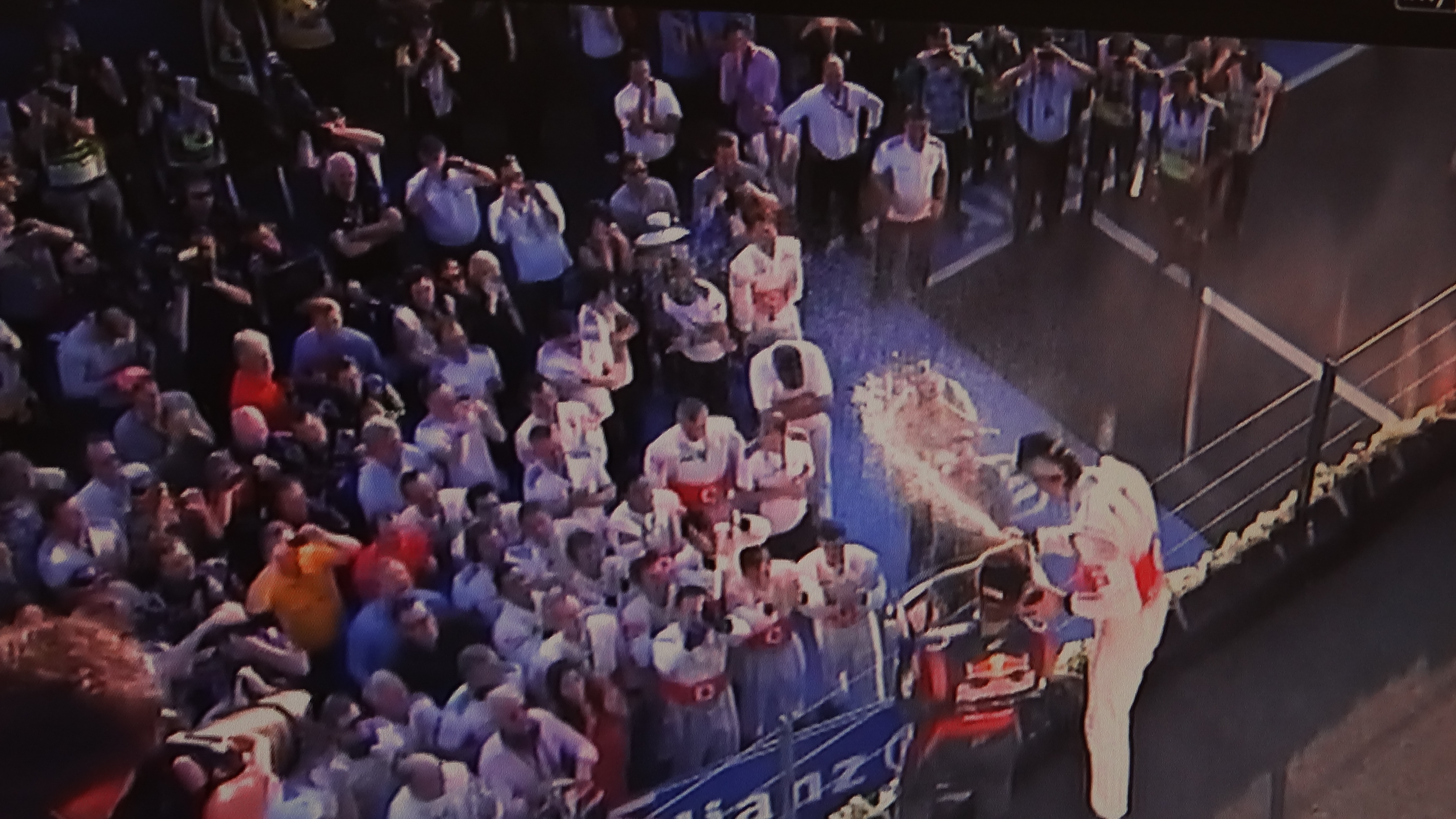
Jenson Button festeggia la sua prima vittoria stagionale: per l'inglese si tratta del terzo successo in Australia, dove aveva già vinto consecutivamente le edizioni del 2009 e del 2010.

In prova Lewis Hamilton conquista la 20ª pole position in Formula 1, davanti al compagno di scuderia Jenson Button, mentre non si qualificano le due HRT.
Al via della gara Button supera Hamilton portandosi al comando della corsa, mentre Romain Grosjean, qualificatosi terzo, è costretto al ritiro a causa di un contatto con Pastor Maldonado avvenuto durante il secondo giro. Le due McLaren guidano la corsa davanti a Michael Schumacher, Sebastian Vettel, Nico Rosberg e Fernando Alonso. Al 12º giro si ritira il tedesco della Mercedes per problemi al cambio e, durante i primi pit stop, Alonso passa Rosberg che viene incalzato da Mark Webber. Al 38º giro, a causa del ritiro di Vitalij Petrov, entra la Safety car e, approfittando della situazione, Vettel e Webber effettuano la seconda sosta ai box sopravanzando rispettivamente Hamilton e Alonso. La gara si conclude con la vittoria di Button, seguito da Vettel, Hamilton e Webber, mentre Maldonado, che era sesto all'inizio dell'ultimo giro, commette un errore e si ritira tamponando un muro di protezione; così facendo sesto si posiziona Kamui Kobayashi davanti al rientrante Kimi Räikkönen, mentre Daniel Ricciardo va per la prima volta a punti giungendo nono.

### Gran Premio della Malesia
Nelle qualifiche si conferma la McLaren che occupa tutta la prima fila, con Lewis Hamilton davanti a Jenson Button. Il giorno successivo la gara è stata influenzata dalle condizioni meteo incerte, infatti già dalla partenza tutti i piloti montano gomme intermedie.

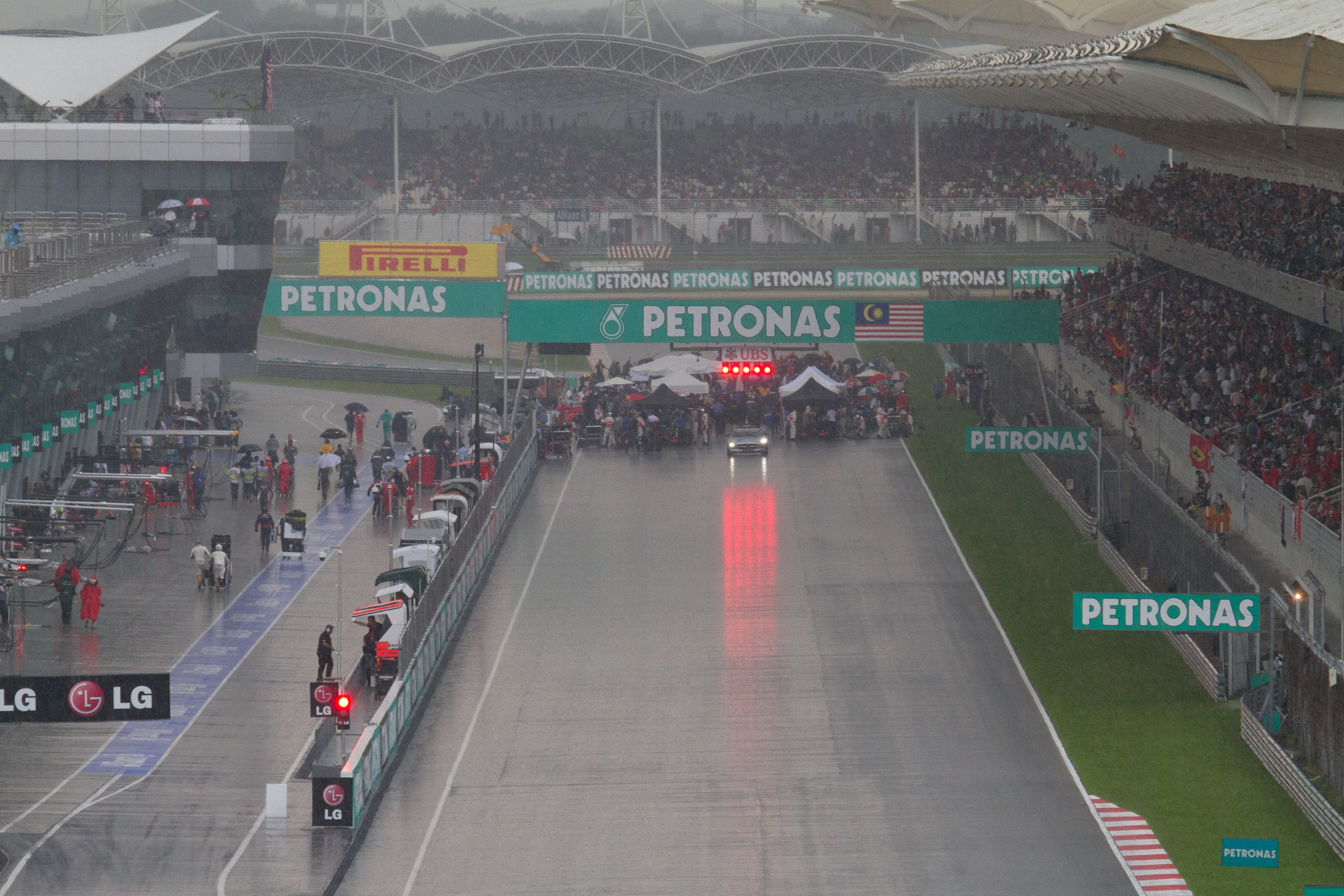
Il Gran Premio della Malesia viene sospeso per pioggia per quasi un'ora: le mutevoli condizioni climatiche saranno decisive per le sorti della gara.

Al via Hamilton e Button mantengono le proprie posizioni, mentre Romain Grosjean colpisce Michael Schumacher al posteriore mandando in testacoda quest'ultimo. In terza posizione si porta così Mark Webber, seguito da Sebastian Vettel e Fernando Alonso. La pioggia inizia a cadere più copiosamente già nel corso del primo giro, costringendo tutti i piloti a rientrare ai box per mettere le gomme da bagnato e, al sesto giro, a far entrare in pista la Safety car. Nel corso del nono giro la direzione gara sospende la corsa per l'impraticabilità della pista. Al momento della sospensione dietro le due McLaren si posiziona Sergio Pérez grazie al cambio gomme effettuato già nel corso del primo giro. Dopo quasi un'ora la gara riprende dietro la vettura di sicurezza e, dopo qualche giro compiuto dietro essa, riprende la sua normale andatura. Poiché le condizioni della pista migliorano nettamente, tutti i piloti rientrano ai box per montare le intermedie e, dopo i vari cambi gomme, è Alonso a portarsi in testa seguito da Pérez e Hamilton; lo spagnolo distanzia tutti gli avversari eccetto Pérez, il quale rimane pochi secondi dietro al pilota Ferrari. Una volta che la pista si è asciugata vi è una nuova tornata di soste per montare le gomme da asciutto. In questa fase Pérez si dimostra più veloce di Alonso, ma anche a causa di un suo errore non riesce a sorpassarlo consentendo allo spagnolo di vincere il Gran Premio: dietro di loro si piazzano Hamilton e Webber, mentre Vettel conclude in 11ª posizione dopo un contatto con Narain Karthikeyan che gli fa bucare una gomma.

### Gran Premio di Cina
Nelle prove ufficiali per il tedesco Nico Rosberg è la 1ª pole position in Formula 1, dopo 111 gran premi. Dal 1955 per la prima volta una Mercedes parte dalla prima posizione in griglia.
Nico Rosberg mantiene il comando della gara, davanti al compagno di scuderia Michael Schumacher, Jenson Button, Kimi Räikkönen, Lewis Hamilton, Sergio Pérez, Kamui Kobayashi, Fernando Alonso e Mark Webber. Le posizioni di testa rimangono invariate per i primi giri. Al giro 7 Webber è il primo a cambiare gli pneumatici, seguito, due giri dopo, da Kobayashi e Vettel, molto in ritardo in classifica. All'undicesimo giro Hamilton passa grazie al cambio gomme Räikkönen. All'uscita dalla pit lane Webber s'inserisce fra i due. Michael Schumacher, sempre secondo, va al cambio degli pneumatici al dodicesimo giro. La ruota anteriore destra non è ben fissata e dopo poche curve il tedesco è costretto al ritiro. Al 21º giro Webber è passato da Alonso, e poco dopo l'australiano decide di effettuare la seconda sosta. Al ventitreesimo giro è stato il turno della seconda sosta di Hamilton, e due giri dopo per Jenson Button. Dopo il cambio di Räikkönen e Alonso, dietro a Rosberg c'è Grosjean, seguito da Sebastian Vettel e Jenson Button. Al giro 30 il britannico ha sfruttato il tentativo di sorpasso di Vettel su Grosjean, per portarsi in terza posizione. Button riduce il distacco da Nico Rosberg. Al 39º giro Webber si ferma per la terza sosta, e poco dopo è il turno di Button. Rosberg comanda davanti a Räikkönen: dietro al pilota della Lotus si crea una piccola fila di vetture, fino al giro 49 quando il finlandese inizia ad andare in crisi di gomme e viene passato da Vettel, Button, Webber e Hamilton. La gara è vinta da Nico Rosberg, che coglie la sua prima vittoria nel mondiale di Formula 1. Per la Mercedes è la decima vittoria, la prima dal Gran Premio d'Italia 1955, conquistata da Juan-Manuel Fangio.

### Gran Premio del Bahrein

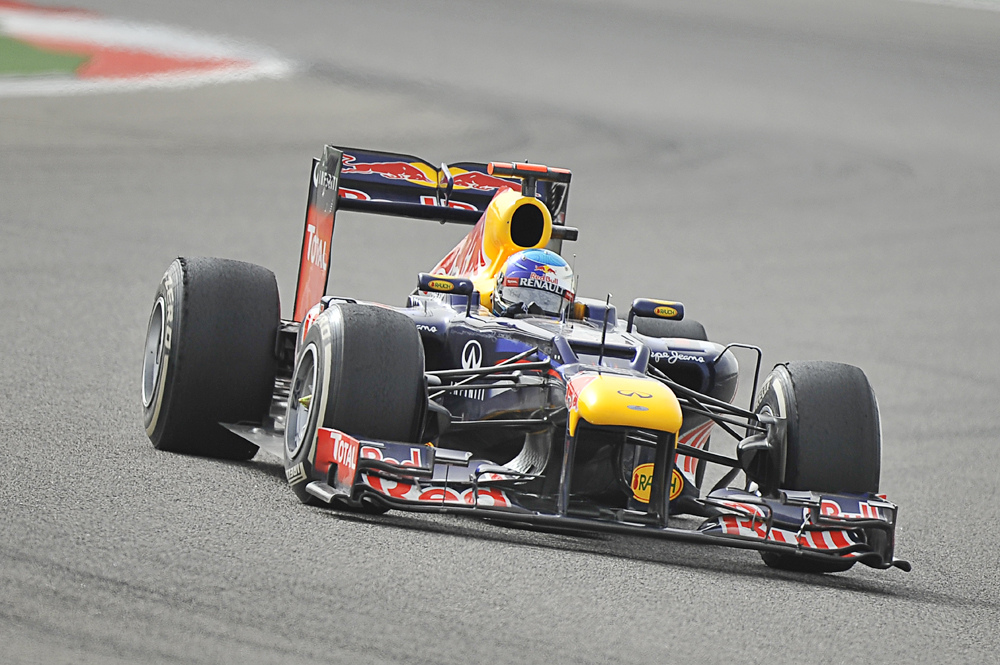
Sebastian Vettel conquista la prima vittoria stagionale in Bahrein: era dal Gran Premio d'India della stagione precedente che il pilota tedesco non coglieva un successo.

In qualifica Sebastian Vettel conquista la sua 31ª pole position nel mondiale precedendo Lewis Hamilton e Mark Webber.
Vettel prende il comando della gara al via, seguito da Lewis Hamilton, poi Mark Webber, Romain Grosjean e Fernando Alonso, autore di un'ottima partenza. Al terzo giro Grosjean passa Webber, mentre al settimo il francese della Lotus passa anche Lewis Hamilton, conquistando così la seconda piazza. Räikkönen tra il quinto e nono giro passa Button, Alonso e Webber. Iniziano intanto i primi pit stop per il cambio degli pneumatici. Un piccolo ritardo nel cambio gomme di Hamilton consente ad Alonso di recuperare una posizione. Jenson Button passa in seguito lo spagnolo. Dopo la prima tornata di pit stop la classifica vede in testa sempre Vettel, seguito da Grosjean, Räikkönen, Webber, Button, Hamilton, Alonso, Rosberg e Massa. Al ventiduesimo passaggio inizia il secondo turno di cambi gomme. Vanno ai box Button e Rosberg mettendo le medie. Al giro 24 Räikkönen è secondo, dopo aver passato il compagno di scuderia Grosjean. La classifica è sempre guidata da Sebastian Vettel, seguito dal duo della Lotus Räikkönen-Grosjean, poi Paul di Resta, che non ha cambiato gli pneumatici, Mark Webber, Button, Kobayashi (anche lui non ha ancora cambiato gomme), Rosberg, Alonso, Massa e Hamilton. Al giro 29 Webber passa di Resta. Kimi Räikkönen mette sotto pressione Vettel, tentando anche il sorpasso ma senza successo. Inizia così il terzo cambio gomme: al trentasettesimo giro è il turno di Lewis Hamilton e Rosberg che montano le medie. Anche Button e Alonso vanno ai box, col pilota della Ferrari che monta le medie, così come l'inglese. Al 41º giro tocca a Vettel fare la sosta così come Räikkönen, entrambi scelgono le medie. Negli ultimi giri Rosberg passa di Resta, mentre Button è costretto a una nuova sosta per una foratura. Vince così Sebastian Vettel, per la ventiduesima volta nel mondiale, davanti a Kimi Räikkönen (primo podio dal Gran Premio d'Italia 2009) e Romain Grosjean, al suo primo arrivo a podio.

### Gran Premio di Spagna
Al termine delle qualifiche, dopo aver fatto sua la pole position, Lewis Hamilton ferma la sua vettura sul tracciato per evitare di rimanere senza benzina ai controlli della federazione. Hamilton viene escluso dai risultati delle qualifiche e retrocesso in ultima posizione a causa della violazione dell'articolo 6.6.2 del regolamento sportivo; la pole position viene così assegnata a Pastor Maldonado. La Williams torna in pole dopo due stagioni. È la prima volta che un pilota venezuelano parte dalla pole position.
Tutti i piloti optano, alla partenza, per gomme soft. Fernando Alonso prende la testa della corsa, davanti a Pastor Maldonado, Kimi Räikkönen, Romain Grosjean, Nico Rosberg, Michael Schumacher, Sebastian Vettel e Jenson Button. Rosberg conquista una posizione, passando Grosjean. Dopo la prima tornata di cambi gomme è in testa sempre Alonso, davanti a Maldonado, Räikkönen, Lewis Hamilton (che non ha ancora effettuato il cambio gomme), Rosberg, Grosjean, Vettel, Button e Kamui Kobayashi. Hamilton va al pit stop al giro 15. Un giro dopo Romain Grosjean passa Rosberg per la quarta piazza. Maldonado anticipa il secondo cambio gomme al giro 25 e, quando Alonso cambia pneumatici per la seconda volta, al giro 27, il venezuelano passa in testa, davanti all'iberico e a Kimi Räikkönen. La classifica, al giro 31, vede sempre al comando Pastor Maldonado, seguito da Fernando Alonso, Kimi Räikkönen, Romain Grosjean, Hamilton (che non ha ancora effettuato la seconda sosta), Rosberg, Button e Kobayashi. Tra il quarantaduesimo e il quarantacinquesimo giro terza sosta per i battistrada. Maldonado, pur dopo un pit stop non perfetto, mantiene la testa della gara. Al giro 59 Vettel passa nuovamente Jenson Button, un giro dopo Kobayashi conquista una posizione su Nico Rosberg. Vettel prosegue la sua rimonta passando Lewis Hamilton, che non effettua la terza sosta, ma va in crisi con gli pneumatici, e poi lo stesso Rosberg. Pastor Maldonado vince per la prima volta in Formula 1. Diventa il 104º pilota nell'impresa. Questa è la prima vittoria per la Williams dal Gran Premio del Brasile 2004 con Juan Pablo Montoya, con un'attesa di 7 anni, 6 mesi e 19 giorni, per 132 gran premi. Maldonado è il primo venezuelano a vincere un gran premio di Formula 1.

### Gran Premio di Monaco

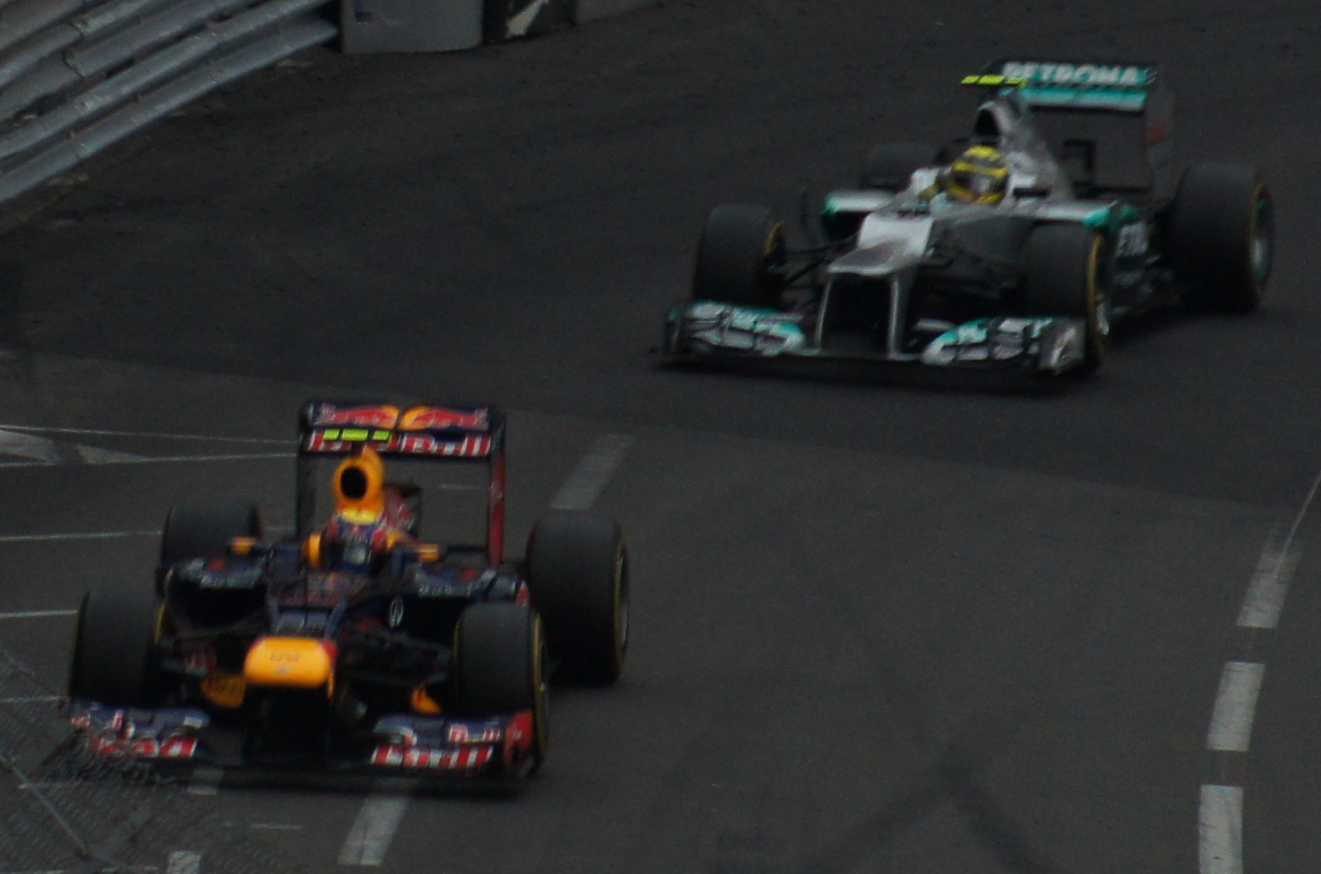
Mark Webber precede Nico Rosberg durante l'ultimo giro del Gran Premio di Monaco 2012: l'australiano è il sesto vincitore diverso nelle prime sei gare della stagione.

In prova Michael Schumacher ottiene la sua prima pole position dal suo rientro nel mondiale, ma questa viene vanificata da una penalizzazione. Dalla prima posizione scatta quindi l'australiano Mark Webber.
Alla partenza tutti i piloti optano per gomme super-soft, tranne Sebastian Vettel e Jenson Button. Mark Webber prende al via il comando della gara, seguito da Nico Rosberg, Lewis Hamilton, Fernando Alonso, Felipe Massa e Sebastian Vettel. Romain Grosjean cerca di passare Massa, stringe però Michael Schumacher contro le barriere: le due vetture si toccano, Grosjean va in testacoda ed è costretto al ritiro. Viene messa in pista la Safety car per quattro giri. Alla ripartenza della gara le posizioni rimangono consolidate. La pioggia viene indicata come imminente sul circuito, questo spinge le scuderie a far posticipare il più possibile il primo cambio gomme. Il primo ai box è Nico Rosberg, che rientra con gomme soft. Al giro 29 vanno ai box Mark Webber e Lewis Hamilton. Quando, il giro dopo, Fernando Alonso va al cambio gomme, conquista una posizione sul britannico della McLaren. Ora in testa si trova Sebastian Vettel (che non ha ancora cambiato), seguito da Webber, Rosberg, Alonso, Hamilton e Massa. Al giro 46 Vettel va al cambio gomme: rientra in pista quarto, riuscendo a passare Hamilton per pochi centimetri. I primi sei piloti sono molto vicini e, negli ultimi giri, una leggera pioggia arriva sul tracciato tanto che Vergne monta gomme intermedie. Nessuno dei battistrada fa altrettanto: la classifica resta congelata con Mark Webber che precede sul traguardo Nico Rosberg e Fernando Alonso. Per Webber è l'ottavo successo della carriera; è il sesto vincitore diverso nelle prime sei gare. Sergio Pérez conquista il primo giro veloce in gara della carriera.

### Gran Premio del Canada

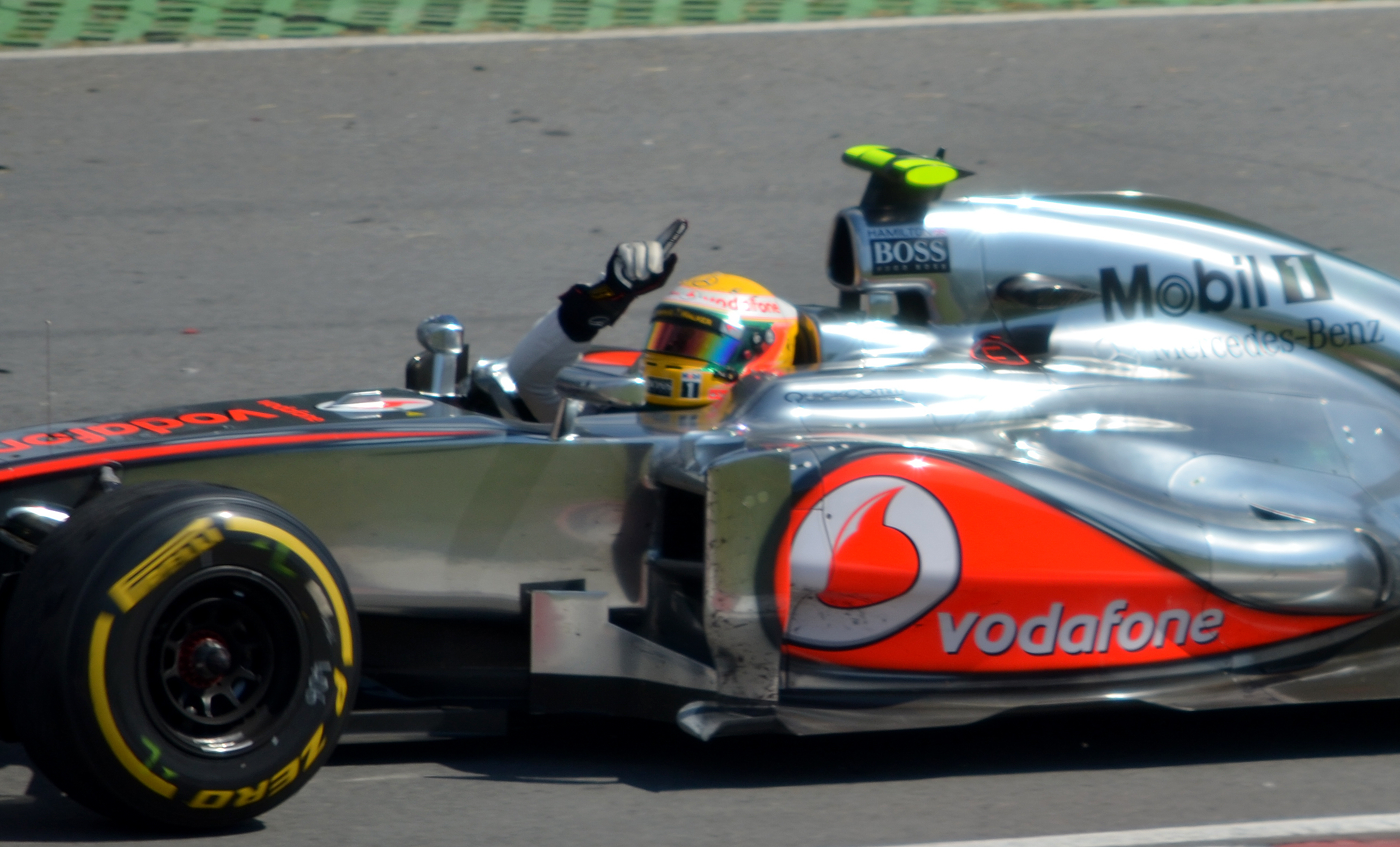
Lewis Hamilton festeggia la vittoria del Gran Premio. È il settimo vincitore diverso della stagione, un record nella storia della Formula 1.

Nelle prove ufficiali per il tedesco Sebastian Vettel è la 32ª pole position nel mondiale.
Il comando della gara è mantenuto da Sebastian Vettel, che conduce su Lewis Hamilton, Fernando Alonso, Mark Webber, Nico Rosberg e Felipe Massa. Al quindicesimo giro Vettel, ormai attaccato da Hamilton e Alonso, va al primo cambio gomme. Il giro 16 è il turno di Hamilton, mentre Alonso attende il giro 19. Rientrando in pista Alonso riesce a stare davanti ad Hamilton e Vettel. Gli pneumatici della vettura dello spagnolo sono ancora non in temperatura, così che Hamilton ha facile gioco nel passarlo poche curve dopo. Ora la classifica vede al comando Lewis Hamilton, seguito da Fernando Alonso, Sebastian Vettel, Kimi Räikkönen, Kamui Kobayashi e Sergio Pérez. Räikkönen effettua il suo pit stop al giro 40: al rientro in pista riesce a precedere, per l'ottavo posto, Nico Rosberg, che aveva, a sua volta, da poco effettuato la sua seconda sosta. Il giro dopo però il tedesco passa il finlandese. Anche Pérez compie il suo pitstop e rientra ottavo, proprio tra Rosberg e Kimi Räikkönen. Al quarantanovesimo giro Lewis Hamilton effettua la sua seconda sosta. Al comando va così Alonso, sempre seguito da Vettel. Hamilton è terzo, seguito da Mark Webber (che si ferma per il suo cambio gomme dopo due giri), Romain Grosjean, Felipe Massa, Nico Rosberg e Pérez. Davanti intanto Alonso e Vettel non cambiano ancora gli pneumatici, consentendo così ad Hamilton di avvicinarsi. L'inglese della McLaren passa Sebastian Vettel al giro 62 e, due giri dopo, torna in testa passando anche Alonso. Vettel opta per un nuovo cambio gomme, che lo fa retrocedere in quinta posizione, dietro a Romain Grosjean e Sergio Pérez. Negli ultimi giri Hamilton controlla la gara agevolmente, mentre Alonso, in crisi con le gomme, perde tre posizioni, passato da Grosjean, Pérez e lo stesso Vettel. Lewis Hamilton conquista la 18ª vittoria nel mondiale; è il settimo pilota diverso a vincere nelle prime sette gare del mondiale.

### Gran Premio d'Europa
In qualifica Sebastian Vettel ottiene la 33ª pole position della sua carriera, davanti a Lewis Hamilton e Pastor Maldonado.
Alla partenza il tedesco rimane in testa, seguito da Lewis Hamilton e Romain Grosjean. Il pilota della Red Bull mantiene nei primi un ritmo molto elevato, tanto da guadagnare quasi un secondo a giro sul resto degli inseguitori. Al decimo giro Grosjean passa Hamilton e, tra il quattordicesimo e il diciassettesimo giro, i piloti di testa effettuano il primo cambio gomme. Grazie al pit stop Fernando Alonso, partito undicesimo, riesce a rimontare fino al settimo posto e a superare Kimi Räikkönen, partito davanti a lui. Nei giri successivi lo spagnolo riesce a passare anche Mark Webber e Michael Schumacher e a porsi in quinta posizione. Al ventottesimo giro, a causa dei detriti lasciati per una collisione avvenuta tra Heikki Kovalainen e Jean-Éric Vergne, la direzione gara decide di mandare in pista la Safety car per ripulire il tracciato. Tutti i piloti rientrano ai box per effettuare il secondo cambio gomme e Alonso, approfittando di un errore durante la sosta ai box di Hamilton, riesce a portarsi in terza posizione. Alla ripartenza, l'asturiano riesce a superare alla prima curva Grosjean e poche curve più avanti si ritrova al comando della corsa a causa della rottura dell'alternatore della vettura di Vettel. Il medesimo problema si presenta sette giri più tardi sulla vettura di Grosjean che è costretto al ritiro, lasciando il secondo posto a Hamilton e il terzo a Räikkönen. Nel frattempo nelle retrovie rimontano sia Schumacher che Webber, grazie a un cambio gomme ritardato, e al 54º giro si ritrovano in sesta e settima posizione. Negli ultimi giri Hamilton si ritrova in difficoltà con gli pneumatici ed è costretto a cedere la seconda posizione a Räikkönen, mentre all'ultimo giro l'inglese resiste a un attacco di Pastor Maldonado, ma le due vetture si scontrano e il pilota della McLaren è costretto al ritiro; così facendo Schumacher riesce ad agguantare il terzo posto e a ritornare sul podio per la prima volta dal suo rientro in Formula 1. La gara viene vinta da Alonso davanti a Räikkönen e il pilota spagnolo conquista il 29º successo in carriera, diventando anche il primo a conquistare due vittorie in stagione.

### Gran Premio di Gran Bretagna

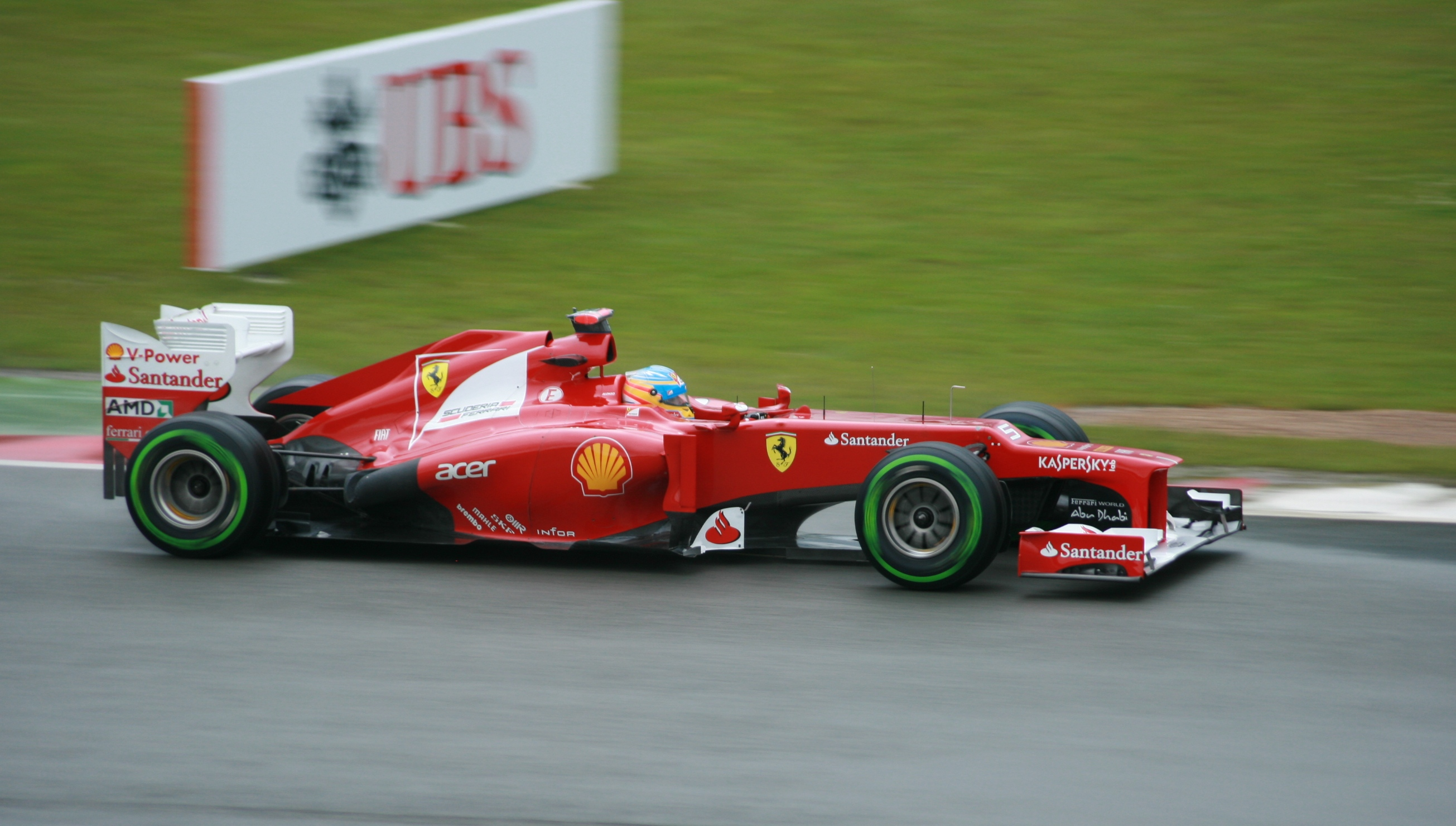
Alonso impegnato durante le qualifiche. Lo spagnolo conquista la prima pole position dal Gran Premio di Singapore 2010, che poi vinse.

Nell'ultimo tentativo delle prove ufficiali Alonso conquista la sua 21ª pole position della carriera nel mondiale di Formula 1, la 206ª per la Ferrari.
Dopo la pioggia del venerdì e del sabato la gara si svolge sotto il cielo sereno. Al via Fernando Alonso mantiene il comando, seguito da Mark Webber, Michael Schumacher, Felipe Massa, Sebastian Vettel e Pastor Maldonado. Nei primi giri Alonso non riesce a mettere margine rispetto a Webber, mentre più dietro Vettel pressa Massa che mantiene però la sua posizione. Al quarto giro Kimi Räikkönen passa Maldonado e Massa mette pressione, a sua volta, su Michael Schumacher, passandolo al giro 11. Tra il decimo e il quindicesimo giro tutti i migliori della classifica vanno al cambio gomme. Dopo la prima tornata di cambi gomme è in testa Lewis Hamilton, che non ha effettuato il suo pit stop, seguito da Alonso, Mark Webber, Sebastian Vettel che ora precede Massa. Alonso cerca di passare Hamilton e vi riesce al giro 19. Due giri dopo il britannico effettua il suo primo cambio degli pneumatici. Hamilton è poi nuovamente ai box per il secondo cambio gomme già al giro 29. Nel frattempo la classifica resta, nelle posizioni di testa, immutata. Al 31º giro Vettel effettua il suo secondo cambio gomme, imitato poi da tutti gli altri battistrada fino al giro 38. Fernando Alonso mantiene ancora il comando della gara, seguito da Mark Webber, Sebastian Vettel, Felipe Massa e dai due della Lotus, Kimi Räikkönen e Romain Grosjean. Negli ultimi giri Webber, che monta gomme dure, si avvicina ad Alonso, su morbide. Il sorpasso avviene al 48º giro. Vince così Mark Webber, per la 9ª volta nel mondiale di Formula 1, la 30ª per la Red Bull.

### Gran Premio di Germania

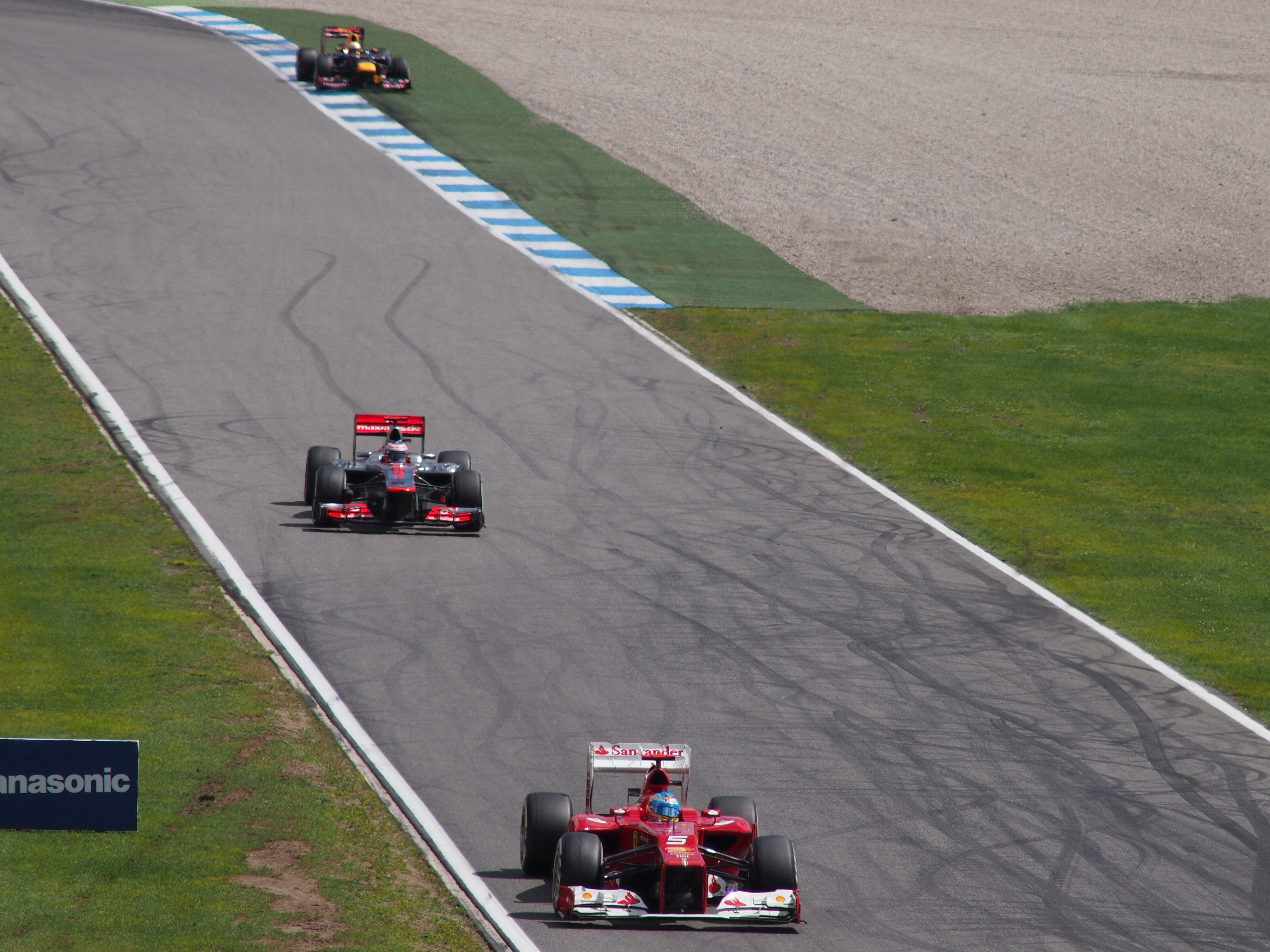
Alonso in una fase del Gran Premio seguito da Button e Vettel: al termine del Gran Premio il pilota spagnolo, scattato dalla pole position, otterrà la vittoria.

Le qualifiche si svolgono in condizioni variabili, infatti la prima sessione è svolta sull'asciutto, mentre nelle restanti due vi è la presenza di pioggia che aumenta con il passare del tempo; la prima posizione viene conquistata da Fernando Alonso che ottiene così la sua seconda pole position consecutiva.
Il pilota della Ferrari mantiene la testa della corsa, seguito da Sebastian Vettel, Michael Schumacher, Nico Hülkenberg e Jenson Button; Lewis Hamilton, pretendente al titolo, è costretto a una sosta ai box a causa di una foratura dovuta ai detriti presenti in pista causati da alcuni incidenti alla partenza. Button, tra l'ottavo e il decimo giro, riesce a passare Hülkenberg e Schumacher, portandosi all'inseguimento della coppia di testa. All'undicesimo giro iniziano i cambi gomme per i primi piloti, che si concludono al ventesimo giro con Alonso ancora al comando davanti a Vettel e Button. Nel giro successivo anche Räikkönen sorpassa Schumacher portandosi in quarta posizione. Tra il primo e il secondo cambio gomme Vettel si avvicina parecchio ad Alonso, ma il pilota tedesco non riesce a portarsi in testa anche a causa di Hamilton, in quel momento 18º, che si sdoppia nei confronti di Vettel. Al 40º giro Button effettua il suo secondo pit stop e riesce a sorpassare Vettel una volta che quest'ultimo ha completato il suo cambio gomme. Anche il pilota inglese si avvicina a meno di un secondo da Alonso, ma anche Button non riesce a effettuare un attacco concreto nei confronti dello spagnolo; successivamente, anche a causa di un bloccaggio di una ruota, il ritmo di Button rallenta tanto da essere avvicinato e passato da Vettel, che però sfrutta nel sorpasso le vie di fuga esterne. Alla fine la vittoria va ad Alonso, che conquista il 30º successo in carriera, davanti a Vettel, Button e Räikkönen; dopo il termine della gara i giudici sportivi penalizzano Vettel di 20 secondi sul tempo totale di gara, retrocedendo il pilota tedesco al quinto posto e facendo salire Räikkönen sul podio. In questo modo Alonso, a metà campionato, ha un vantaggio di 34 punti sul più diretto inseguitore, Mark Webber (giunto ottavo) e 44 su Vettel.

### Gran Premio d'Ungheria
La prima posizione in griglia viene conquistata da Lewis Hamilton che ottiene la 150ª pole position nella storia della McLaren.
Il Gran Premio, previsto inizialmente su 70 giri, viene ridotto di una tornata poiché la vettura di Michael Schumacher si spegne poco prima della partenza; al via Hamilton mantiene il comando della corsa, seguito da Romain Grosjean e Jenson Button che è riuscito a scavalcare Sebastian Vettel. L'angusto tracciato magiaro rende difficili i sorpassi, perciò i cambiamenti più rilevanti alla classifica avvengono durante i pit stop: durante la prima sosta Kimi Räikkönen riesce a scavalcare Fernando Alonso portandosi al quinto posto, mentre durante la seconda tornata di cambi gomme Vettel riesce a passare davanti a Button (che ha deciso di operare tre pit stop) e Räikkönen conquista la seconda posizione dietro a Hamilton. Nelle posizioni di rincalzo, anche Mark Webber, dopo la seconda sosta, riesce a passare Alonso, ma anche in questo caso una diversa scelta strategica costringe l'australiano a un'ulteriore sosta che lo porta in ottava posizione. Alla fine è Hamilton a conquistare il 19º successo in carriera davanti ai due piloti della Lotus, Räikkönen e Grosjean, mentre in classifica generale Alonso è sempre al comando con 40 punti di vantaggio su Webber, il suo più immediato inseguitore.

### Gran Premio del Belgio

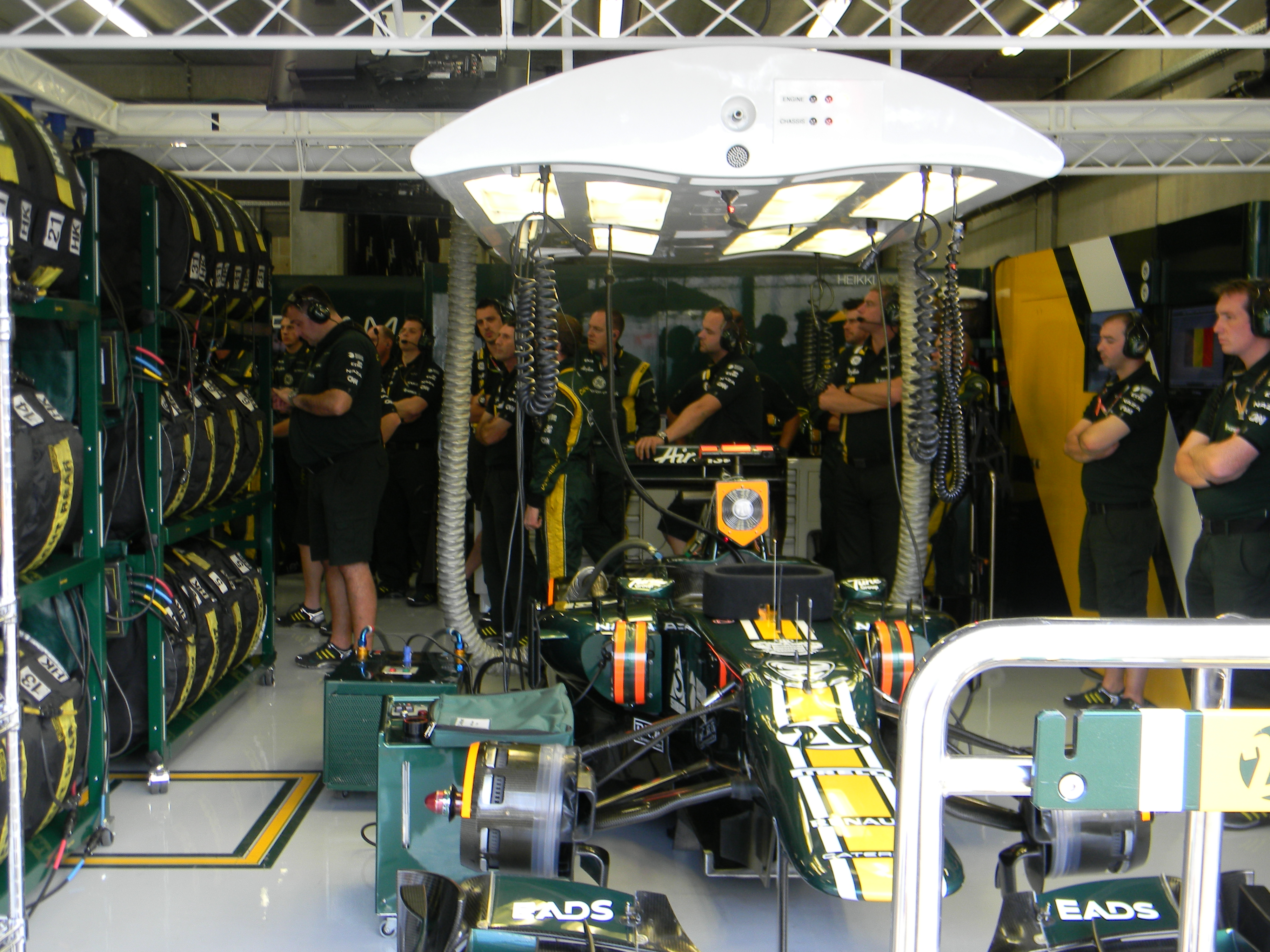
La Caterham CT01 di Heikki Kovalainen ai box durante le prove del Gran Premio del Belgio 2012.

La pole position viene conquistata da Jenson Button, la prima da quando corre con la McLaren, l'ottava nel mondiale.
Alla partenza un incidente, causato da Romain Grosjean, costringe al ritiro Fernando Alonso e Lewis Hamilton che perdono perciò la possibilità di conquistare punti per la conquista del titolo. Dopo alcuni giri dietro la safety car, Jenson Button guida il gruppo davanti a Kimi Räikkönen e Nico Hülkenberg, mentre Sebastian Vettel, partito in undicesima posizione, inizia a recuperare posizioni; Räikkönen dopo qualche tornata si fa superare prima da Hülkenberg e poi da Schumacher. Nel frattempo iniziano i primi cambi gomme con Button che mantiene il comando della corsa e Vettel, grazie a una strategia che prevede una sola sosta, riesce a inserirsi nella zona podio: tra il 27º e il 29º giro i piloti che hanno optato per i due cambi gomme (come Räikkönen e Schumacher) effettuano il loro secondo pit stop, così facendo Vettel riesce a portarsi in seconda posizione. Nelle posizioni seguenti Räikkönen riesce a superare Schumacher dopo una serie di sorpassi culminati al 32º giro con un attacco sulla salita dell'Eau Rouge. Subito dietro Felipe Massa riesce a conquistare la quinta posizione ai danni di Mark Webber grazie a un sorpasso nell'ultima chicane. Al traguardo Button vince la corsa e ottiene il secondo successo stagionale, mentre Vettel, con il suo secondo posto, si pone come più immediato inseguitore di Alonso nella classifica mondiale.

### Gran Premio d'Italia

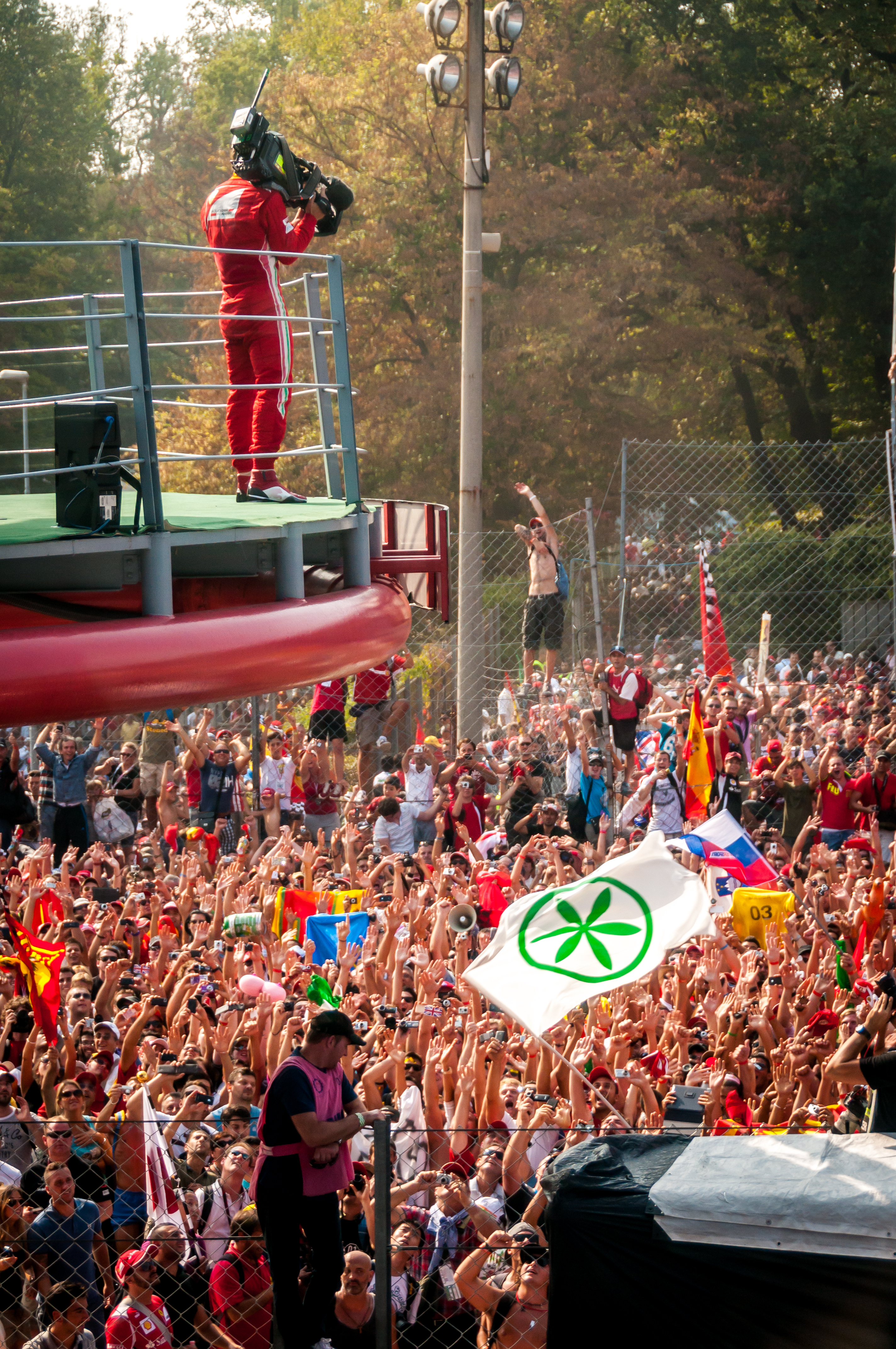
Fernando Alonso festeggia con i tifosi il suo terzo posto: grazie a tale risultato, oltre che al concomitante ritiro del rivale Vettel, il pilotà spagnolo aumenta il suo vantaggio in classifica.

Nelle prove ufficiali l'inglese Lewis Hamilton conquista la sua 23ª pole position in Formula 1.
Al via il pilota inglese mantiene la testa della corsa, con Felipe Massa che riesce a sopravanzare Jenson Button per la seconda posizione; Fernando Alonso, partito decimo a causa di alcuni problemi tecnici, riesce in due giri a portarsi in sesta posizione, mentre Sebastian Vettel supera Michael Schumacher portandosi al quarto posto. Al 18º giro Button supera Massa, il quale effettua nella tornata successiva il suo primo cambio gomme; nei giri successivi tutti i piloti di testa effettuano la prima sosta, ad eccezione di Sergio Pérez che adotta una strategia diversa, avendo montato in partenza pneumatici di mescola hard. Al 25º giro Alonso tenta l'attacco a Vettel nella Curva Grande, ma il tedesco spinge sull'erba il pilota della Ferrari che riuscirà a passare il pilota della Red Bull quattro giri dopo; Vettel viene successivamente penalizzato con un drive through per la manovra sul pilota spagnolo. Al 33º giro Button si ritira per un problema al sistema di alimentazione della sua monoposto, mentre Pérez riesce a superare al 37º giro Räikkönen, portandosi in quarta posizione. Due giri dopo Alonso riesce a passare Massa, ma alle loro spalle il Pérez, che monta gomme medie è costantemente più veloce di loro e riesce a passare i due ferraristi tra il 42º e il 45º giro. Al 47º giro si ritira Vettel a causa di un problema all'alternatore e perciò consente ad Alonso di allungare in classifica, grazie al terzo posto finale del pilota spagnolo. Hamilton vince il Gran Premio, portandosi così a 37 punti da Alonso, mentre Pérez conquista il suo terzo podio stagionale dopo quelli ottenuti in Malesia e in Canada.

### Gran Premio di Singapore

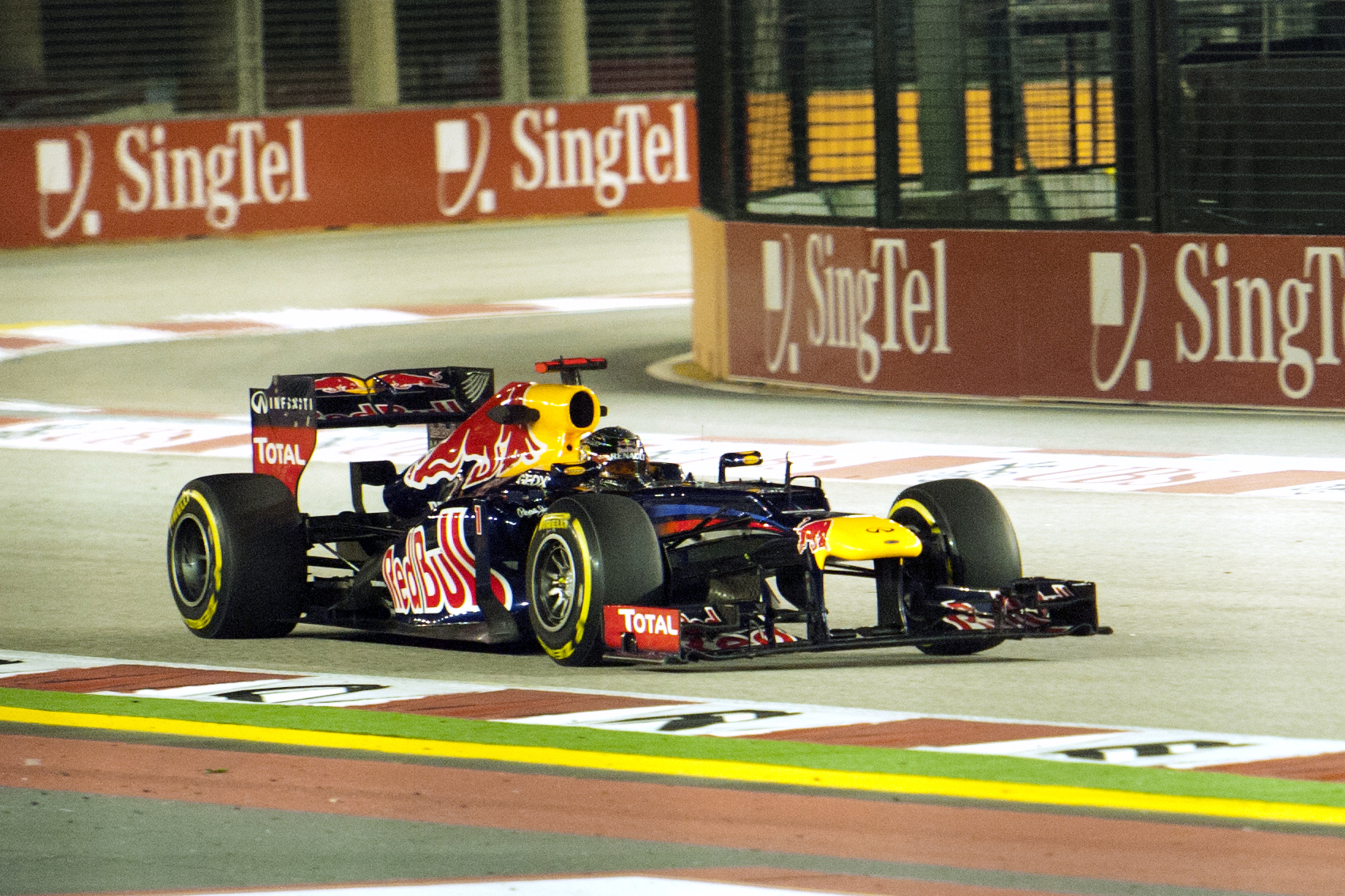
Sebastian Vettel impegnato alla guida della sua vettura: il tedesco ottiene il suo secondo successo stagionale in occasione del Gran Premio di Singapore.

Nelle qualifiche Lewis Hamilton coglie la sua seconda pole position consecutiva, la 24ª in totale nel mondiale.
L'inglese mantiene il comando al via, precedendo Sebastian Vettel, Jenson Button, Pastor Maldonado e Fernando Alonso. Dopo soli otto giri iniziano i primi pit stop, che per i piloti nelle prime posizioni si concludono al 15º giro con Hamilton che mantiene sempre il comando della corsa, seguito da Button, Maldonado, Nico Hülkenberg, che non ha ancora effettuato la sosta avendo scelto le gomme soft, e Alonso che nel giro successivo riesce a passare Hülkenberg. Al 22º giro Hamilton è costretto al ritiro a causa di un guasto al cambio, così Vettel si ritrova in testa, mentre al 29º giro Maldonado e Alonso effettuano il loro secondo cambio gomme. Al 33º entra in pista per la prima volta la safety car a causa dell'incidente causato da Narain Karthikeyan in uscita dal tunnel; così facendo gran parte dei piloti, tra cui Vettel e Button, approfittano per cambiare le gomme, mentre Maldonado accusa problemi al cambio che lo costringeranno al ritiro. Al 39º giro è ancora necessario l'ingresso della vettura di sicurezza poiché Michael Schumacher tampona Jean-Éric Vergne lasciando molti detriti sulla pista. Dopo aver ripulito la pista la gara riprende con Vettel, Button e Alonso che mantengono le loro posizioni fino al traguardo, mentre nelle retrovie si assiste a vari sorpassi, tra cui quello di Felipe Massa su Bruno Senna e un duello tra Mark Webber, Nico Hülkenberg, Sergio Pérez e Kamui Kobayashi nel quale Pérez perde pezzi dell'alettone anteriore e Hülkenberg fora una gomma. Sul traguardo passa per primo Vettel che, complice anche il ritiro di Hamilton e il terzo posto di Alonso, si avvicina al pilota spagnolo per la lotta al titolo diminuendo il suo distacco a 29 punti.

### Gran Premio del Giappone

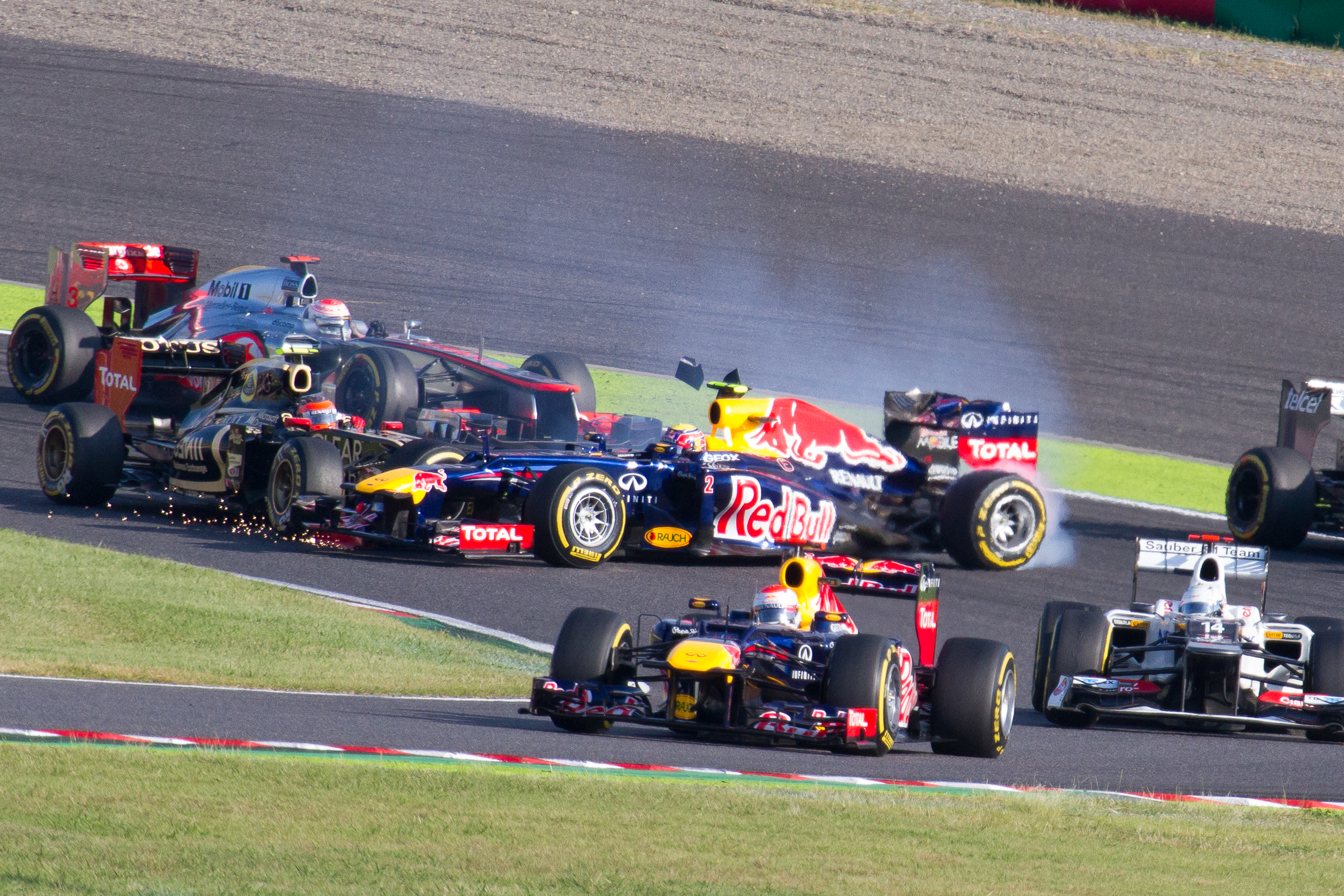
L'incidente al via tra Mark Webber e Romain Grosjean: il francese sarà successivamente penalizzato con uno stop and go per il contatto con l'australiano della Red Bull.

Il fine settimana giapponese si apre con l'annuncio del ritiro a fine campionato di Michael Schumacher, mentre nelle qualifiche Sebastian Vettel conquista la sua 34ª pole position in carriera, la quarta di fila sul tracciato di Suzuka. Solo Michael Schumacher e Ayrton Senna ne hanno conquistate di più in gare valide per il mondiale di Formula 1.
Al via il tedesco mantiene il comando, mentre alle sue spalle avvengono tre incidenti che costringono i commissari a far entrare la safety car: Fernando Alonso, alla prima curva, viene toccato sul retro della sua vettura dall'ala anteriore della monoposto di Kimi Räikkönen e, dopo un testacoda, il pilota spagnolo è costretto al ritiro, mentre alla seconda curva Romain Grosjean tocca Mark Webber obbligando i due a una sosta ai box per sostituire l'alettone anteriore e Bruno Senna colpisce la vettura di Nico Rosberg. Grosjean viene successivamente penalizzato con uno stop and go per l'incidente in partenza. Una volta che la vettura di sicurezza è rientrata ai box, Vettel riparte al comando seguito da Kamui Kobayashi, Jenson Button, Felipe Massa, Kimi Räikkönen, Sergio Pérez e Lewis Hamilton. Tra il 14º e il 17º giro i primi effettuano il primo cambio gomme e Massa, grazie a una sosta ritardata rispetto a Kobayashi e Button, riesca a sopravanzarli entrambi portandosi in seconda posizione. Pérez tenta un attacco su Hamilton alla curva Hairpin, ma l'eccessiva velocità manda la sua auto in testacoda sulla sabbia costringendo il messicano al ritiro. Tra il 31º e il 37º giro si assiste alla seconda tornata di soste ai box e l'unica variazione significativa è il sorpasso di Hamilton ai danni di Räikkönen. La classifica non subisce ulteriori variazione e Vettel conquista la terza vittoria stagione, la seconda consecutiva, realizzando anche il Grand Chelem, mentre Massa ritorna sul podio dopo 35 gare e Kobayashi raggiunge il miglior risultato in carriera. Con questa classifica Vettel si avvicina ad Alonso, che non ha marcato punti, portandosi a quattro lunghezze dal leader della classifica.

### Gran Premio di Corea

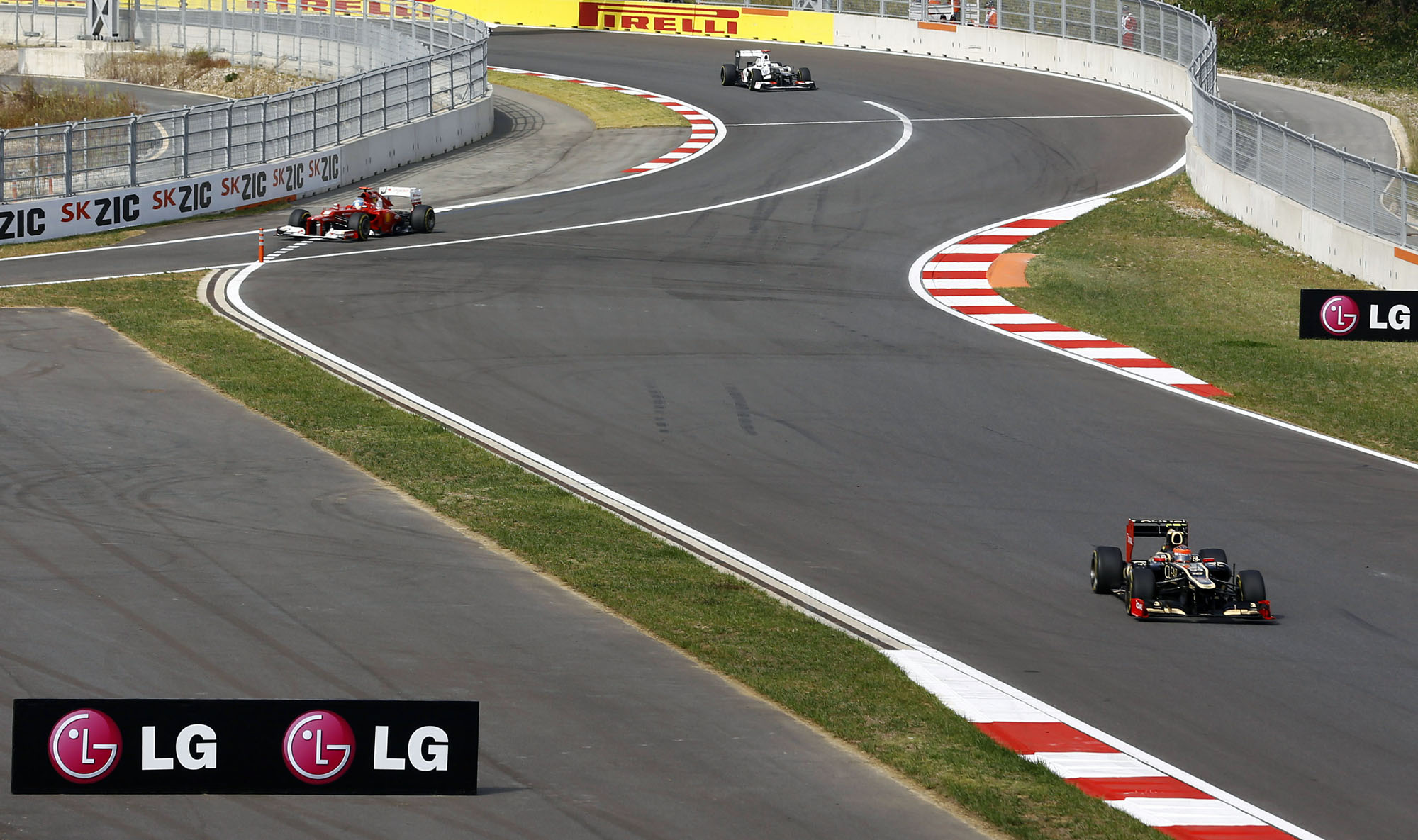
Una fase di gara del Gran Premio di Corea 2012, vinto da Vettel davanti a Webber ed Alonso.

Sul Circuito di Yeongam il Gran Premio si apre con Mark Webber che riesce a conquistare la pole position ai danni del suo compagno di squadra Sebastian Vettel.
Alla partenza però il pilota tedesco sopravanza Webber portandosi al comando, seguito da Fernando Alonso, che supera Lewis Hamilton per il terzo posto. Nelle retrovie Kamui Kobayashi urta sia Jenson Button che Nico Rosberg, costringendo entrambi al ritiro, mentre il giapponese viene penalizzato con un drive through. Vettel riesce a guadagnare alcuni secondi su Webber, sufficienti a rimanere davanti all'australiano al termine dei primi cambi gomme; dopo la sosta Hamilton subisce alcuni problemi sulla sua vettura che portano a una mancanza di carico aerodinamico, in questo modo subisce in pochi giri sia il sorpasso da Felipe Massa sia da Kimi Räikkönen. Le posizioni di testa non variano neanche dopo la seconda sosta ai box, così facendo Vettel conquista il quarto successo stagionale ed effettua il sorpasso ai danni di Alonso in testa alla classifica generale sopravanzandolo di sei punti; nella classifica costruttori la Ferrari conquista il secondo posto ai danni della McLaren, rimanendo distante 77 punti dalla Red Bull.

### Gran Premio d'India
Nelle qualifiche Sebastian Vettel conquista la sua 35ª pole position in carriera.
Al via Sebastian Vettel mantiene il comando della gara, davanti a Mark Webber; Fernando Alonso passa, al termine del lungo rettilineo tra le curve 3 e 4 le due McLaren, ma viene subito ripassato da Jenson Button. Button perde poi la terza posizione, prima passato da Alonso al terzo giro, e successivamente anche da Hamilton. Vettel controlla la gara con alcuni secondi di vantaggio su Webber che ha un buon margine su Alonso. Dopo i cambi gomme le posizioni di testa rimangono inalterate, ma dopo la metà gara Webber accusa un malfunzionamento del KERS che consente ad Alonso di passare il pilota australiano al 49º giro. La vettura di Vettel negli ultimi giri accusa un problema sul fondo della vettura e Alonso recupera un paio di secondi sul pilota tedesco, ma quest'ultimo riesce a mantenere la prima posizione e a vincere il Gran Premio; con questo successo Vettel allunga il suo vantaggio su Alonso portandolo a tredici punti.

### Gran Premio di Abu Dhabi

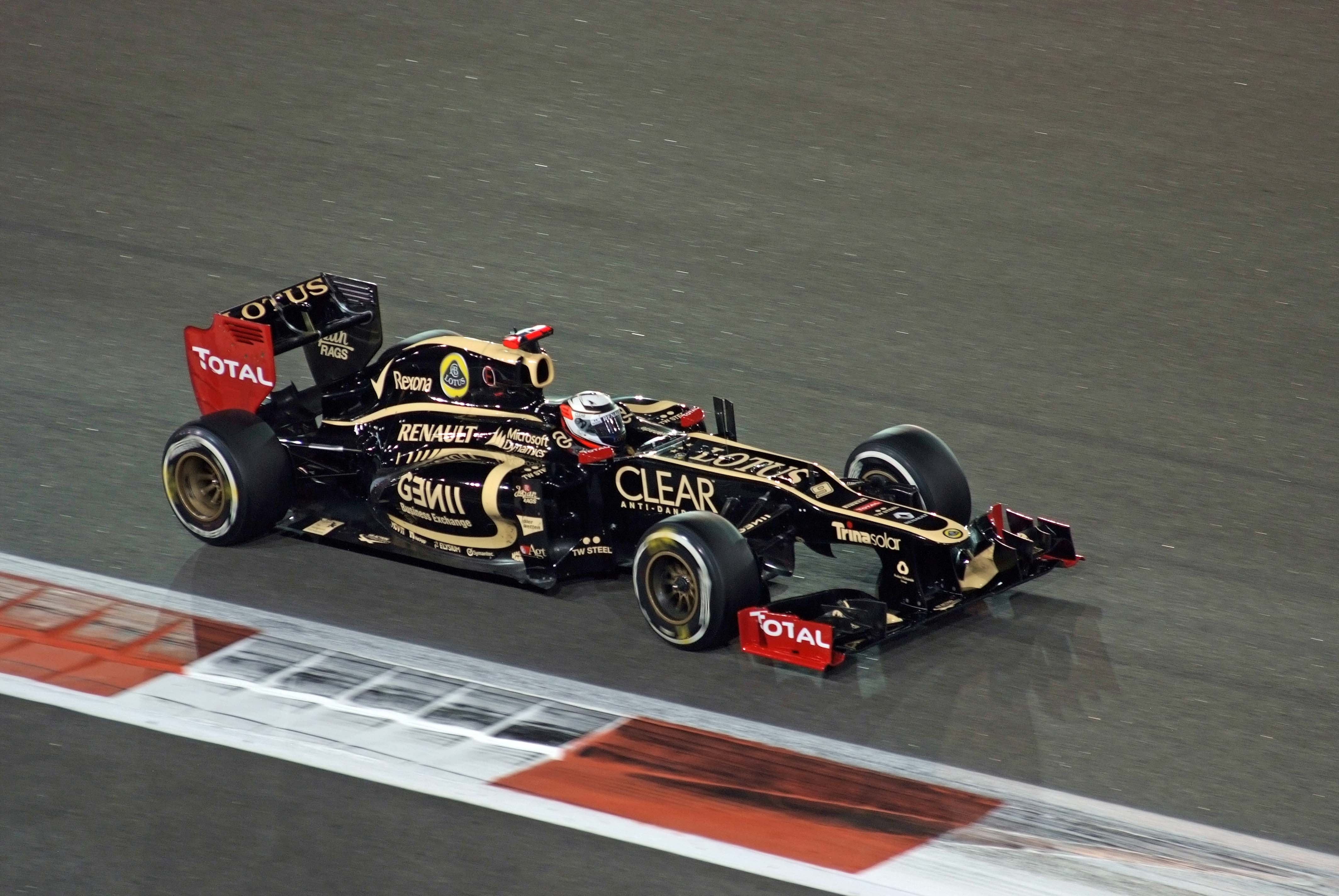
Kimi Räikkönen, vincitore del Gran Premio, impegnato nella guida della sua vettura. Il finlandese torna a vincere una gara dal Gran Premio del Belgio 2009 e riporta al successo la Lotus dal Gran Premio degli Stati Uniti d'America 1987: Räikkönen si renderà protagonista, in alcune fasi della gara, per alcune ilari conversazioni via radio avute con il proprio ingegnere di pista.

Nelle qualifiche Lewis Hamilton ottiene la 25ª pole positon in carriera davanti a Mark Webber e Sebastian Vettel; quest'ultimo viene penalizzato al termine delle qualifiche con l'annullamento di tutti i tempi poiché nella sua vettura è stato trovato meno di un litro di benzina necessario per i controlli di rito. Il giorno seguente la Red Bull decide di far partire il pilota dai box per poter effettuare delle regolazioni all'assetto della monoposto.
In partenza Kimi Räikkönen, scattato dalla quarta posizione, riesce a portarsi alle spalle di Hamilton, mentre Fernando Alonso, complice la brutta partenza di Webber si porta al quarto posto. Nel corso del settimo giro, a causa di un incidente che vede coinvolti Narain Karthikeyan e Nico Rosberg, i commissari decidono di far entrare la safety car; dopo la ripartenza, al 19º giro, si ritira Hamilton a causa di un problema alla pompa della benzina, pertanto Räikkönen passa al comando e Alonso, dopo il sorpasso su Pastor Maldonado, si porta in 2ª posizione. Al 37º si verifica il secondo ingresso in pista della vettura di sicurezza, questa volta a causa di un incidente che vede coinvolti Webber, Romain Grosjean, Sergio Pérez e Paul di Resta; grazie a questa neutralizzazione il leader del mondiale Vettel, giunto in quarta posizione dopo una lunga rimonta, riesce ad avvicinarsi alla zona podio. Nella successiva ripartenza Räikkönen riesce a prendere qualche secondo di vantaggio su Alonso, mentre Vettel a quattro giri dal termine riesce a superare Jenson Button e a conquistare il podio. La corsa si conclude con la vittoria di Räikkönen che riporta al successo la Lotus dal Gran Premio degli Stati Uniti d'America 1987, mentre in classifica generale Alonso guadagna tre punti su Vettel portando il suo distacco a dieci punti.

### Gran Premio degli Stati Uniti

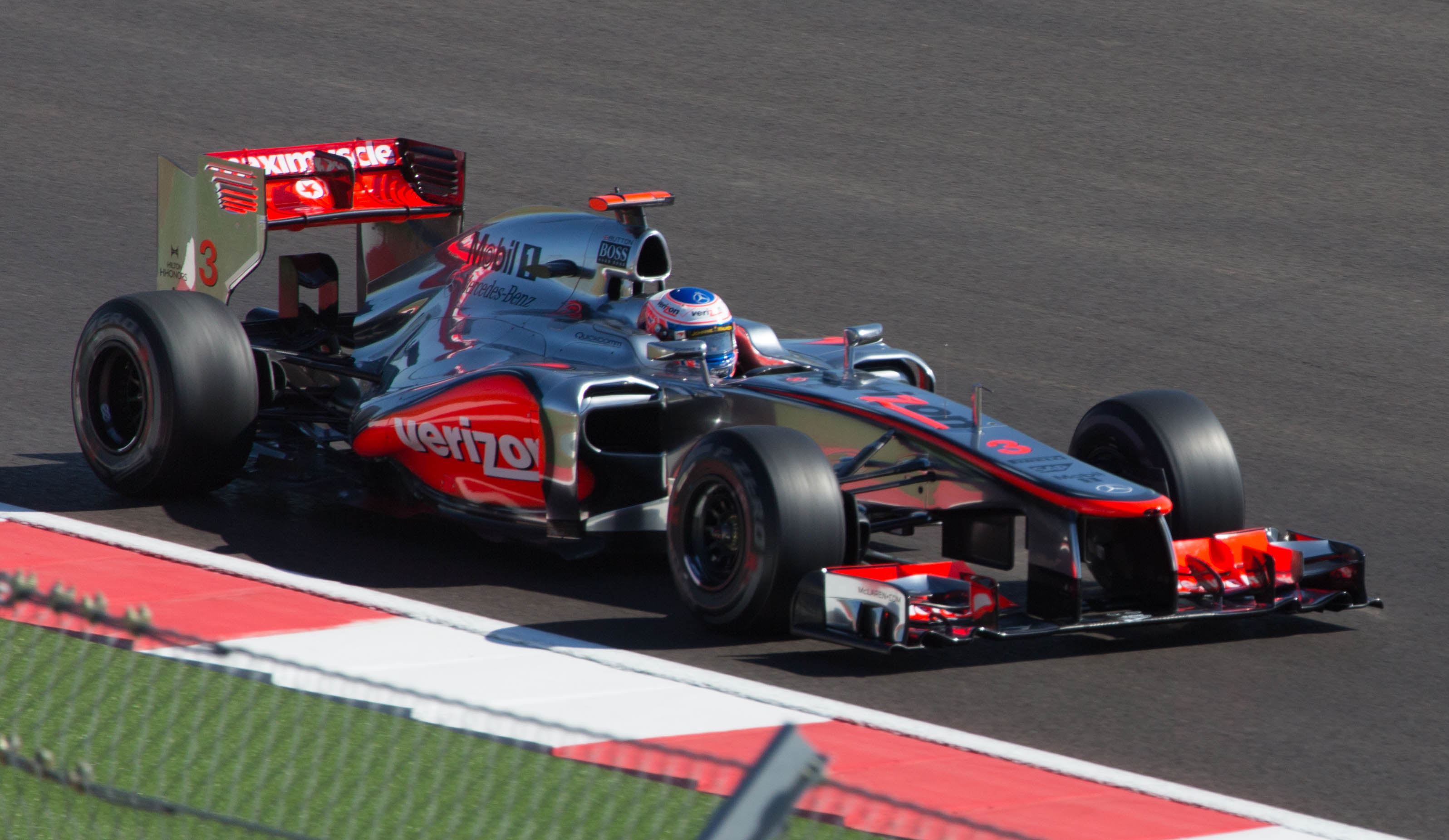
Jenson Button impegnato al Gran Premio degli Stati Uniti: il pilota inglese ha chiuso la gara al quinto posto, a poco meno di un minuto di distacco dal compagno di squadra, vincitore della gara.

La pole position viene conquistata da Sebastian Vettel, mentre il suo diretto avversario Fernando Alonso scatta dalla settima posizione.
Alla partenza il pilota tedesco mantiene il comando, seguito dal suo compagno di scuderia Mark Webber. Più dietro ha un buono spunto Alonso, che passa in quarta posizione, alle spalle di Lewis Hamilton. Dietro allo spagnolo si trovano Michael Schumacher, Nico Hülkenberg e le due Lotus. Al terzo giro Hamilton passa Webber, il quale si ritira al 17º giro a causa di un guasto all'alternatore, facendo scalare Alonso di una posizione. Tra il 20º e il 26º giro i primi effettuano l'unico cambio gomme della corsa, ad eccezione di Jenson Button che, partito con gomme dure, scala la graduatoria fino alla terza posizione. Quando anche il pilota inglese effettua la sua sosta al 34º giro, la classifica vede sempre Vettel davanti ad Hamilton, seguiti da Alonso, Räikkönen, Massa, Grosjean e Button. Al 38º giro Button sopravanza Grosjean, mentre al giro seguente è Massa a guadagnare una posizione nei confronti di Räikkönen, che successivamente cede il passo anche a Button. Al 42º giro, dopo un lungo inseguimento, Hamilton riesce a passare Vettel grazie a un doppiaggio che gli ha permesso di avvicinarsi al pilota tedesco. Le posizioni non variano fino al traguardo, che vede la vittoria di Hamilton davanti a Vettel e Alonso. Con il risultato della corsa statunitense Vettel torna ad avere 13 punti di vantaggio su Alonso nella classifica iridata, mentre la Red Bull Racing si aggiudica matematicamente per la terza volta consecutiva il Campionato mondiale costruttori di Formula 1.

### Gran Premio del Brasile
Nelle prove ufficiali Lewis Hamilton ottiene la 26ª pole positon in carriera davanti al suo compagno di squadra Jenson Button e Mark Webber.
La gara inizia sotto una leggera pioggia. Alla partenza le due McLaren mantengono le prime due posizioni mentre subito dietro Fernando Alonso si porta al 3º posto mentre il rivale per la lotta al titolo, Sebastian Vettel, viene sopravanzato dal compagno Mark Webber, dallo stesso Alonso e da Felipe Massa, attestandosi in 7ª posizione. Subito dopo, alla Subida do lago, lo stesso Vettel viene colpito sul lato destro da Bruno Senna mentre quest'ultimo provava il sorpasso sul tedesco, il quale va in testacoda e dopo essere stato passato dall'intero gruppo riparte in ultima posizione. Al 4º giro anche Alonso è protagonista di un errore alla S do Senna che gli fa perdere la 3ª posizione a favore di Nico Hülkenberg, il quale inizia una rimonta sulle due McLaren in testa, mentre Button attacca Hamilton e, dopo essersi scambiati la posizione due volte, prende il comando della gara. La pioggia aumenta d'intensità e mentre nelle retrovie Vettel è autore di una buona rimonta che lo porta a ridosso dei primi, intorno al 25º giro praticamente tutti i piloti optano per una sosta ai box per montare le gomme intermedie ma non Jenson Button e Nico Hülkenberg - quest'ultimo al comando della corsa dopo aver sorpassato il britannico della McLaren -, i quali continuano con le slick incrementando il loro vantaggio su Lewis Hamilton. Al 23º giro, a causa dei molti contatti avuti in pista per via dell'asfalto viscido, i commissari di gara decidono l'ingresso della Safety car per consentire di ripulire la pista dai detriti lasciati dalle vetture, così il vantaggio dei primi due, di 40 secondi, viene annullato e il gruppo si ritrova compatto con Alonso 4º e Vettel 7º. Alla ripartenza Hülkenberg mantiene la prima posizione davanti alle due McLaren, al giro seguente a causa di un errore alla Curva do Laranjinha il tedesco cede nuovamente la leadership a Lewis Hamilton che prende il largo. Al 54º giro Nico Hülkenberg cerca il sorpasso ai danni di Hamilton in fondo al rettilineo d'arrivo ma perde il controllo della sua vettura che va ad impattare contro quella dell'inglese, costretto al ritiro a causa della rottura della sospensione anteriore sinistra. Il pilota della Force India riprende la gara ma viene punito con un drive-through consentendo così alle due Ferrari di Massa e Alonso di portarsi rispettivamente in 2ª e 3ª posizione. Al 69º giro entra nuovamente la Safety car per l'incidente all'Arquibancadas di Paul di Resta, così i due giri rimanenti si svolgono dietro la vettura di sicurezza, con Jenson Button che vince il quindicesimo Gran Premio in carriera. Il campionato del mondo 2012 si conclude quindi con Sebastian Vettel campione del mondo piloti con 3 punti di vantaggio su Alonso. Vettel è il più giovane pilota della storia a vincere tre mondiali di Formula 1.

## Risultati

### Risultato dei Gran Premi
| Nº | Gran Premio                   | Circuito          | Pole position    | Giro veloce        | Pilota vincitore | Team vincitore          | Resoconto |
| -- | ----------------------------- | ----------------- | ---------------- | ------------------ | ---------------- | ----------------------- | --------- |
| 1  | Gran Premio d'Australia       | Melbourne         | Lewis Hamilton   | Jenson Button      | Jenson Button    | McLaren-Mercedes        | Resoconto |
| 2  | Gran Premio della Malesia     | Sepang            | Lewis Hamilton   | Kimi Räikkönen     | Fernando Alonso  | Ferrari                 | Resoconto |
| 3  | Gran Premio di Cina           | Shanghai          | Nico Rosberg     | Kamui Kobayashi    | Nico Rosberg     | Mercedes                | Resoconto |
| 4  | Gran Premio del Bahrein       | Sakhir            | Sebastian Vettel | Sebastian Vettel   | Sebastian Vettel | Red Bull Racing-Renault | Resoconto |
| 5  | Gran Premio di Spagna         | Montmeló          | Pastor Maldonado | Romain Grosjean    | Pastor Maldonado | Williams-Renault        | Resoconto |
| 6  | Gran Premio di Monaco         | Montecarlo        | Mark Webber      | Sergio Pérez       | Mark Webber      | Red Bull Racing-Renault | Resoconto |
| 7  | Gran Premio del Canada        | Montréal          | Sebastian Vettel | Sebastian Vettel   | Lewis Hamilton   | McLaren-Mercedes        | Resoconto |
| 8  | Gran Premio d'Europa          | Valencia          | Sebastian Vettel | Nico Rosberg       | Fernando Alonso  | Ferrari                 | Resoconto |
| 9  | Gran Premio di Gran Bretagna  | Silverstone       | Fernando Alonso  | Kimi Räikkönen     | Mark Webber      | Red Bull Racing-Renault | Resoconto |
| 10 | Gran Premio di Germania       | Hockenheim        | Fernando Alonso  | Michael Schumacher | Fernando Alonso  | Ferrari                 | Resoconto |
| 11 | Gran Premio d'Ungheria        | Hungaroring       | Lewis Hamilton   | Sebastian Vettel   | Lewis Hamilton   | McLaren-Mercedes        | Resoconto |
| 12 | Gran Premio del Belgio        | Spa-Francorchamps | Jenson Button    | Bruno Senna        | Jenson Button    | McLaren-Mercedes        | Resoconto |
| 13 | Gran Premio d'Italia          | Monza             | Lewis Hamilton   | Nico Rosberg       | Lewis Hamilton   | McLaren-Mercedes        | Resoconto |
| 14 | Gran Premio di Singapore      | Singapore         | Lewis Hamilton   | Nico Hülkenberg    | Sebastian Vettel | Red Bull Racing-Renault | Resoconto |
| 15 | Gran Premio del Giappone      | Suzuka            | Sebastian Vettel | Sebastian Vettel   | Sebastian Vettel | Red Bull Racing-Renault | Resoconto |
| 16 | Gran Premio di Corea          | Yeongam           | Mark Webber      | Mark Webber        | Sebastian Vettel | Red Bull Racing-Renault | Resoconto |
| 17 | Gran Premio d'India           | Greater Noida     | Sebastian Vettel | Jenson Button      | Sebastian Vettel | Red Bull Racing-Renault | Resoconto |
| 18 | Gran Premio di Abu Dhabi      | Abu Dhabi         | Lewis Hamilton   | Sebastian Vettel   | Kimi Räikkönen   | Lotus-Renault           | Resoconto |
| 19 | Gran Premio degli Stati Uniti | Austin            | Sebastian Vettel | Sebastian Vettel   | Lewis Hamilton   | McLaren-Mercedes        | Resoconto |
| 20 | Gran Premio del Brasile       | Interlagos        | Lewis Hamilton   | Lewis Hamilton     | Jenson Button    | McLaren-Mercedes        | Resoconto |

### Risultato delle Qualifiche
| Nº | Pilota             | AUS | MAL | CIN | BHR | SPA | MON  | CAN | EUR | GBR | GER | UNG | BEL | ITA | SIN | GIA | COR | IND | ABU | USA | BRA |
| -- | ------------------ | --- | --- | --- | --- | --- | ---- | --- | --- | --- | --- | --- | --- | --- | --- | --- | --- | --- | --- | --- | --- |
| 1  | Sebastian Vettel   | 6   | 5   | 11  | 1   | 7   | 9    | 1   | 1   | 4   | 2   | 3   | 10  | 5   | 3   | 1   | 2   | 1   | 24  | 1   | 4   |
| 2  | Mark Webber        | 5   | 4   | 6   | 3   | 11  | 1    | 4   | 19  | 2   | 8*  | 11  | 12* | 11  | 7   | 2   | 1   | 2   | 2   | 3   | 3   |
| 3  | Jenson Button      | 2   | 2   | 5   | 4   | 10  | 12   | 10  | 9   | 16  | 6   | 4   | 1   | 2   | 4   | 8*  | 11  | 4   | 5   | 12  | 2   |
| 4  | Lewis Hamilton     | 1   | 1   | 7*  | 2   | 24  | 3    | 2   | 2   | 8   | 7   | 1   | 7   | 1   | 1   | 9   | 3   | 3   | 1   | 2   | 1   |
| 5  | Fernando Alonso    | 12  | 8   | 9   | 9   | 2   | 5    | 3   | 11  | 1   | 1   | 6   | 5   | 10  | 5   | 6   | 4   | 5   | 6   | 7   | 7   |
| 6  | Felipe Massa       | 16  | 12  | 12  | 14  | 16  | 7    | 6   | 13  | 5   | 13  | 7   | 14  | 3   | 13  | 10  | 6   | 6   | 8   | 11* | 5   |
| 7  | Michael Schumacher | 4   | 3   | 2   | 22* | 8   | 6*   | 9   | 12  | 3   | 3   | 17  | 13  | 4   | 9   | 23# | 10  | 14  | 13  | 5   | 13  |
| 8  | Nico Rosberg       | 7   | 7   | 1   | 5   | 6   | 2    | 5   | 6   | 11  | 21* | 13  | 23* | 6   | 10  | 15  | 9   | 10  | 7   | 17  | 9   |
| 9  | Kimi Räikkönen     | 17  | 10* | 4   | 11  | 3   | 8    | 12  | 5   | 6   | 10  | 5   | 3   | 7   | 12  | 8   | 5   | 7   | 4   | 4   | 8   |
| 10 | Romain Grosjean    | 3   | 6   | 10  | 7   | 4   | 4    | 7   | 4   | 9   | 19* | 2   | 8   |     | 8   | 4   | 7   | 11  | 9   | 8*  | 18  |
| 10 | Jérôme d'Ambrosio  |     |     |     |     |     |      |     |     |     |     |     |     | 15  |     |     |     |     |     |     |     |
| 11 | Paul di Resta      | 15  | 14  | 15  | 10  | 12  | 14   | 8   | 10  | 10  | 9   | 12  | 9   | 9*  | 6   | 11  | 14  | 16  | 12  | 13  | 10  |
| 12 | Nico Hülkenberg    | 9   | 16  | 16  | 13  | 13  | 10   | 13  | 8   | 14* | 4   | 10  | 11  | 24  | 11  | 15* | 8   | 12  | 10  | 6   | 6   |
| 14 | Kamui Kobayashi    | 13  | 17  | 3   | 12  | 9   | 11   | 11  | 7   | 17* | 12  | 15  | 2   | 8   | 17  | 3   | 13  | 17  | 15  | 16  | 14  |
| 15 | Sergio Pérez       | 22* | 9   | 8   | 8   | 5   | 23*  | 15  | 15  | 15  | 17* | 14  | 4   | 12  | 14  | 5   | 12  | 8   | 11  | 15  | 12  |
| 16 | Daniel Ricciardo   | 10  | 15  | 17  | 6   | 15  | 15   | 14  | 17  | 12  | 11  | 18  | 16  | 14  | 15  | 14  | 21* | 15  | 16  | 18  | 15  |
| 17 | Jean-Éric Vergne   | 11  | 18  | 24P | 17  | 14  | 16   | 19  | 18  | 23# | 15  | 16  | 15  | 16  | 16  | 19^ | 16  | 18  | 17  | 14  | 17  |
| 18 | Pastor Maldonado   | 8   | 11  | 13  | 21* | 1   | 24*# | 22* | 3   | 7   | 5   | 8   | 6^  | 22# | 2   | 12  | 15  | 9   | 3   | 9   | 16# |
| 19 | Bruno Senna        | 14  | 13  | 14  | 15  | 17  | 13   | 16  | 14  | 13  | 14  | 9   | 17  | 13  | 22* | 16  | 18  | 13  | 14  | 10  | 11  |
| 20 | Heikki Kovalainen  | 18  | 24* | 18  | 16  | 19  | 17   | 17  | 16  | 19  | 16  | 19  | 18  | 17  | 19  | 17  | 19  | 20  | 18  | 22  | 20  |
| 21 | Vitalij Petrov     | 19  | 19  | 19  | 18  | 18  | 18   | 18  | 20  | 18  | 18  | 20  | 19  | 18  | 18  | 22  | 18  | 19  | 20  | 21  | 19  |
| 22 | Pedro de la Rosa   | NQ  | 22  | 22  | 20  | 22  | 20   | 20  | 21  | 21  | 23  | 23  | 21  | 23  | 24* | 20  | 22  | 22  | 23P | 23  | 24  |
| 23 | Narain Karthikeyan | NQ  | 23  | 23  | 24  | 23  | 22   | 24  | 22  | 22  | 24  | 24  | 24  | 21  | 23  | 24  | 23  | 23  | 22  | 24  | 23  |
| 24 | Timo Glock         | 20  | 20  | 20  | 23  | 21  | 19   | 21  | NQ  | 20  | 22  | 22  | 20  | 19  | 20  | 18  | 20  | 21  | 21  | 19  | 21  |
| 25 | Charles Pic        | 21  | 21  | 21  | 19  | 20  | 21   | 23  | 23  | 24* | 20  | 21  | 22  | 20  | 21  | 21  | 24# | 24  | 19  | 20  | 22  |
| Nº | Pilota             | AUS | MAL | CIN | BHR | SPA | MON  | CAN | EUR | GBR | GER | UNG | BEL | ITA | SIN | GIA | COR | IND | ABU | USA | BRA |

- ^ Indica quei piloti che per penalità sono stati retrocessi di tre posizioni sulla griglia di partenza.
- * Indica quei piloti che per penalità sono stati retrocessi di cinque posizioni sulla griglia di partenza.
- # Indica quei piloti che per penalità sono stati retrocessi di dieci posizioni sulla griglia di partenza.
- P Indica quei piloti che hanno preso il via dalla pit lane.

## Classifiche

### Sistema di punteggio
| Posizione | 1ª | 2ª | 3ª | 4ª | 5ª | 6ª | 7ª | 8ª | 9ª | 10ª |
| Punti     | 25 | 18 | 15 | 12 | 10 | 8  | 6  | 4  | 2  | 1   |

### Classifica piloti
| Pos. | Pilota             |     |     |     |     |     |     |     |     |     |     |     |     |     |     |     |     |     |     |     |     | Punti |
| ---- | ------------------ | --- | --- | --- | --- | --- | --- | --- | --- | --- | --- | --- | --- | --- | --- | --- | --- | --- | --- | --- | --- | ----- |
| 1    | Sebastian Vettel   | 2   | 11  | 5   | 1   | 6   | 4   | 4   | Rit | 3   | 5   | 4   | 2   | 22* | 1   | 1   | 1   | 1   | 3   | 2   | 6   | 281   |
| 2    | Fernando Alonso    | 5   | 1   | 9   | 7   | 2   | 3   | 5   | 1   | 2   | 1   | 5   | Rit | 3   | 3   | Rit | 3   | 2   | 2   | 3   | 2   | 278   |
| 3    | Kimi Räikkönen     | 7   | 5   | 14  | 2   | 3   | 9   | 8   | 2   | 5   | 3   | 2   | 3   | 5   | 6   | 6   | 5   | 7   | 1   | 6   | 10  | 207   |
| 4    | Lewis Hamilton     | 3   | 3   | 3   | 8   | 8   | 5   | 1   | 19* | 8   | Rit | 1   | Rit | 1   | Rit | 5   | 10  | 4   | Rit | 1   | Rit | 190   |
| 5    | Jenson Button      | 1   | 14  | 2   | 18* | 9   | 16* | 16  | 8   | 10  | 2   | 6   | 1   | Rit | 2   | 4   | Rit | 5   | 4   | 5   | 1   | 188   |
| 6    | Mark Webber        | 4   | 4   | 4   | 4   | 11  | 1   | 7   | 4   | 1   | 8   | 8   | 6   | 20* | 11  | 9   | 2   | 3   | Rit | Rit | 4   | 179   |
| 7    | Felipe Massa       | Rit | 15  | 13  | 9   | 15  | 6   | 10  | 16  | 4   | 12  | 9   | 5   | 4   | 8   | 2   | 4   | 6   | 7   | 4   | 3   | 122   |
| 8    | Romain Grosjean    | Rit | Rit | 6   | 3   | 4   | Rit | 2   | Rit | 6   | 18  | 3   | Rit | ES  | 7   | 19* | 7   | 9   | Rit | 7   | Rit | 96    |
| 9    | Nico Rosberg       | 12  | 13  | 1   | 5   | 7   | 2   | 6   | 6   | 15  | 10  | 10  | 11  | 7   | 5   | Rit | Rit | 11  | Rit | 13  | 15  | 93    |
| 10   | Sergio Pérez       | 8   | 2   | 11  | 11  | Rit | 11  | 3   | 9   | Rit | 6   | 14  | Rit | 2   | 10  | Rit | 11  | Rit | 15  | 11  | Rit | 66    |
| 11   | Nico Hülkenberg    | Rit | 9   | 15  | 12  | 10  | 8   | 12  | 5   | 12  | 9   | 11  | 4   | 21* | 14  | 7   | 6   | 8   | Rit | 8   | 5   | 63    |
| 12   | Kamui Kobayashi    | 6   | Rit | 10  | 13  | 5   | Rit | 9   | Rit | 11  | 4   | 18* | 13  | 9   | 13  | 3   | Rit | 14  | 6   | 14  | 9   | 60    |
| 13   | Michael Schumacher | Rit | 10  | Rit | 10  | Rit | Rit | Rit | 3   | 7   | 7   | Rit | 7   | 6   | Rit | 11  | 13  | 22* | 11  | 16  | 7   | 49    |
| 14   | Paul di Resta      | 10  | 7   | 12  | 6   | 14  | 7   | 11  | 7   | Rit | 11  | 12  | 10  | 8   | 4   | 12  | 12  | 12  | 9   | 15  | 19* | 46    |
| 15   | Pastor Maldonado   | 13* | 19* | 8   | Rit | 1   | Rit | 13  | 12  | 16  | 15  | 13  | Rit | 11  | Rit | 8   | 14  | 16  | 5   | 9   | Rit | 45    |
| 16   | Bruno Senna        | 16* | 6   | 7   | 22* | Rit | 10  | 17  | 10  | 9   | 17  | 7   | 12  | 10  | 18* | 14  | 15  | 10  | 8   | 10  | Rit | 31    |
| 17   | Jean-Éric Vergne   | 11  | 8   | 16  | 14  | 12  | 12  | 15  | Rit | 14  | 14  | 16  | 8   | Rit | Rit | 13  | 8   | 15  | 12  | Rit | 8   | 16    |
| 18   | Daniel Ricciardo   | 9   | 12  | 17  | 15  | 13  | Rit | 14  | 11  | 13  | 13  | 15  | 9   | 12  | 9   | 10  | 9   | 13  | 10  | 12  | 13  | 10    |
| 19   | Vitalij Petrov     | Rit | 16  | 18  | 16  | 17  | Rit | 19  | 13  | NP  | 16  | 19  | 14  | 15  | 19  | 17  | 16  | 17  | 16  | 17  | 11  | 0     |
| 20   | Timo Glock         | 14  | 17  | 19  | 19  | 18  | 14  | Rit | SP  | 18  | 22  | 21  | 15  | 17  | 12  | 16  | 18  | 20  | 14  | 19  | 16  | 0     |
| 21   | Charles Pic        | 15* | 20  | 20  | Rit | Rit | Rit | 20  | 15  | 19  | 20  | 20  | 16  | 16  | 16  | Rit | 19  | 19  | Rit | 20  | 12  | 0     |
| 22   | Heikki Kovalainen  | Rit | 18  | 23  | 17  | 16  | 13  | 18  | 14  | 17  | 19  | 17  | 17  | 14  | 15  | 15  | 17  | 18  | 13  | 18  | 14  | 0     |
| 23   | Jérôme d'Ambrosio  |     |     |     |     |     |     |     |     |     |     |     |     | 13  |     |     |     |     |     |     |     | 0     |
| 24   | Narain Karthikeyan | NQ  | 22  | 22  | 21  | Rit | 15  | Rit | 18  | 21  | 23  | Rit | Rit | 19  | Rit | Rit | 20  | 21  | Rit | 22  | 18  | 0     |
| 25   | Pedro de la Rosa   | NQ  | 21  | 21  | 20  | 19  | Rit | Rit | 17  | 20  | 21  | 22  | 18  | 18  | 17  | 18  | Rit | Rit | 17  | 21  | 17  | 0     |
| Pos. | Pilota             |     |     |     |     |     |     |     |     |     |     |     |     |     |     |     |     |     |     |     |     | Punti |

| Legenda | 1º posto     | 2º posto | 3º posto    | A punti         | Senza punti/Non class.  | Grassetto – Pole position Corsivo – Giro più veloce |
| Legenda | Squalificato | Ritirato | Non partito | Non qualificato | Solo prove/Terzo pilota | Grassetto – Pole position Corsivo – Giro più veloce |

* Indica quei piloti che non hanno terminato la gara ma sono ugualmente classificati avendo coperto, come previsto dal regolamento, almeno il 90% della distanza totale.

### Classifica costruttori
| Pos. | Costruttore                                                                             | Pilota            |                |                  |                      |                             |     |     |     |     |     |     |     |     |     |     |     |     |     |     |     |     | Punti |
| --- | --------------------------------------------------------------------------------------- | ----------------- | -------------- | ---------------- | -------------------- | --------------------------- | --- | --- | --- | --- | --- | --- | --- | --- | --- | --- | --- | --- | --- | --- | --- | --- | ----- |
| 1 | Red Bull Racing-Renault                                                                 | Vettel            | 2              | 11               | 5                    | 1                           | 6   | 4   | 4   | Rit | 3   | 5   | 4   | 2   | 22* | 1   | 1   | 1   | 1   | 3   | 2   | 6   | 460   |
| 1 | Red Bull Racing-Renault                                                                 | Webber            | 4              | 4                | 4                    | 4                           | 11  | 1   | 7   | 4   | 1   | 8   | 8   | 6   | 20* | 11  | 9   | 2   | 3   | Rit | Rit | 4   | 460   |
| 2 | Ferrari                                                                                 | Alonso            | 5              | 1                | 9                    | 7                           | 2   | 3   | 5   | 1   | 2   | 1   | 5   | Rit | 3   | 3   | Rit | 3   | 2   | 2   | 3   | 2   | 400   |
| 2 | Ferrari                                                                                 | Massa             | Rit            | 15               | 13                   | 9                           | 15  | 6   | 10  | 16  | 4   | 12  | 9   | 5   | 4   | 8   | 2   | 4   | 6   | 7   | 4   | 3   | 400   |
| 3 | McLaren-Mercedes                                                                        | Button            | 1              | 14               | 2                    | 18*                         | 9   | 16* | 16  | 8   | 10  | 2   | 6   | 1   | Rit | 2   | 4   | Rit | 5   | 4   | 5   | 1   | 378   |
| 3 | McLaren-Mercedes                                                                        | Hamilton          | 3              | 3                | 3                    | 8                           | 8   | 5   | 1   | 19* | 8   | Rit | 1   | Rit | 1   | Rit | 5   | 10  | 4   | Rit | 1   | Rit | 378   |
| 4 | Lotus-Renault                                                                           | Räikkönen         | 7              | 5                | 14                   | 2                           | 3   | 9   | 8   | 2   | 5   | 3   | 2   | 3   | 5   | 6   | 6   | 5   | 7   | 1   | 6   | 10  | 303   |
| 4 | Lotus-Renault                                                                           | Grosjean          | Rit            | Rit              | 6                    | 3                           | 4   | Rit | 2   | Rit | 6   | 18  | 3   | Rit | ES  | 7   | 19* | 7   | 9   | Rit | 7   | Rit | 303   |
| 4 | Lotus-Renault                                                                           | D'Ambrosio        |                |                  |                      |                             |     |     |     |     |     |     |     |     | 13  |     |     |     |     |     |     |     | 303   |
| 5 | Mercedes                                                                                | Schumacher        | Rit            | 10               | Rit                  | 10                          | Rit | Rit | Rit | 3   | 7   | 7   | Rit | 7   | 6   | Rit | 11  | 13  | 22* | 11  | 16  | 7   | 142   |
| 5 | Mercedes                                                                                | Rosberg           | 12             | 13               | 1                    | 5                           | 7   | 2   | 6   | 6   | 15  | 10  | 10  | 11  | 7   | 5   | Rit | Rit | 11  | Rit | 13  | 15  | 142   |
| 6 | Sauber-Ferrari                                                                          | Kobayashi         | 6              | Rit              | 10                   | 13                          | 5   | Rit | 9   | Rit | 11  | 4   | 18* | 13  | 9   | 13  | 3   | Rit | 14  | 6   | 14  | 9   | 126   |
| 6 | Sauber-Ferrari                                                                          | Pérez             | 8              | 2                | 11                   | 11                          | Rit | 11  | 3   | 9   | Rit | 6   | 14  | Rit | 2   | 10  | Rit | 11  | Rit | 15  | 11  | Rit | 126   |
| 7 | Force India-Mercedes                                                                    | Di Resta          | 10             | 7                | 12                   | 6                           | 14  | 7   | 11  | 7   | Rit | 11  | 12  | 10  | 8   | 4   | 12  | 12  | 12  | 9   | 15  | 19  | 109   |
| 7 | Force India-Mercedes                                                                    | Hülkenberg        | Rit            | 9                | 15                   | 12                          | 10  | 8   | 12  | 5   | 12  | 9   | 11  | 4   | 21* | 14  | 7   | 6   | 8   | Rit | 8   | 5   | 109   |
| 8 | Williams-Renault                                                                        | Maldonado         | 13*            | 19*              | 8                    | Rit                         | 1   | Rit | 13  | 12  | 16  | 15  | 13  | Rit | 11  | Rit | 8   | 14  | 16  | 5   | 9   | Rit | 76    |
| 8 | Williams-Renault                                                                        | Senna             | 16*            | 6                | 7                    | 22*                         | Rit | 10  | 17  | 10  | 9   | 17  | 7   | 12  | 10  | 18* | 14  | 15  | 10  | 8   | 10  | Rit | 76    |
| 9 | STR-Ferrari                                                                             | Ricciardo         | 9              | 12               | 17                   | 15                          | 13  | Rit | 14  | 11  | 14  | 13  | 15  | 9   | 12  | 9   | 10  | 9   | 13  | 10  | 12  | 13  | 26    |
| 9 | STR-Ferrari                                                                             | Vergne            | 11             | 8                | 16                   | 14                          | 12  | 12  | 15  | Rit | 13  | 14  | 16  | 8   | Rit | Rit | 13  | 8   | 15  | 12  | Rit | 8   | 26    |
| 10 | Caterham-Renault                                                                        | Kovalainen        | Rit            | 18               | 23                   | 17                          | 16  | 13  | 18  | 14  | 17  | 19  | 17  | 17  | 14  | 15  | 15  | 17  | 18  | 13  | 18  | 14  | 0     |
| 10 | Caterham-Renault                                                                        | Petrov            | Rit            | 16               | 18                   | 16                          | 17  | Rit | 19  | 13  | NP  | 16  | 19  | 14  | 15  | 19  | 17  | 16  | 17  | 16  | 17  | 11  | 0     |
| 11 | Marussia-Cosworth                                                                       | Glock             | 14             | 17               | 19                   | 19                          | 18  | 14  | Rit | SP  | 18  | 22  | 21  | 15  | 17  | 12  | 16  | 18  | 20  | 14  | 19  | 16  | 0     |
| 11 | Marussia-Cosworth                                                                       | Pic               | 15*            | 20               | 20                   | Rit                         | Rit | Rit | 20  | 15  | 19  | 20  | 20  | 16  | 16  | 16  | Rit | 19  | 19  | Rit | 20  | 12  | 0     |
| 12 | HRT-Cosworth                                                                            | De La Rosa        | NQ             | 21               | 21                   | 20                          | 19  | Rit | Rit | 17  | 20  | 21  | 22  | 18  | 18  | 17  | 18  | Rit | Rit | 17  | 21  | 17  | 0     |
| 12 | HRT-Cosworth                                                                            | Karthikeyan       | NQ             | 22               | 22                   | 21                          | Rit | 15  | Rit | 18  | 21  | 23  | Rit | Rit | 19  | Rit | Rit | 20  | 21  | Rit | 22  | 18  | 0     |
| Pos. | Costruttore                                                                             | Pilota            |                |                  |                      |                             |     |     |     |     |     |     |     |     |     |     |     |     |     |     |     |     | Punti |
| \| Legenda \| Grassetto – Pole position Corsivo – Giro più veloce * – Pilota ritirato ma classificato \| 1º posto \| 2º posto \| 3º posto \| A punti \| Senza punti Non class. (NC) \| \| Legenda \| Grassetto – Pole position Corsivo – Giro più veloce * – Pilota ritirato ma classificato \| Squalificato (SQ) \| Ritirato (Rit) \| Non partito (NP) \| Non qualificato (NQ) \| Solo prove (SP) \| |                                                                                         |                   |                |                  |                      |                             |     |     |     |     |     |     |     |     |     |     |     |     |     |     |     |     |       |
| Legenda | Grassetto – Pole position Corsivo – Giro più veloce * – Pilota ritirato ma classificato | 1º posto          | 2º posto       | 3º posto         | A punti              | Senza punti Non class. (NC) |     |     |     |     |     |     |     |     |     |     |     |     |     |     |     |     |       |
| Legenda | Grassetto – Pole position Corsivo – Giro più veloce * – Pilota ritirato ma classificato | Squalificato (SQ) | Ritirato (Rit) | Non partito (NP) | Non qualificato (NQ) | Solo prove (SP)             |     |     |     |     |     |     |     |     |     |     |     |     |     |     |     |     |       |

* Indica quei piloti che non hanno terminato la gara ma sono ugualmente classificati avendo coperto, come previsto dal regolamento, almeno il 90% della distanza totale.

## Test per giovani piloti
A differenza delle due stagioni precedenti i test per i giovani piloti non si tengono in una sola sede ma vengono suddivisi in tre sessioni; ciascuna scuderia può partecipare a una sola delle sessioni in programma.
La prima è tenuta sul Circuito di Silverstone tra il 12 e il 13 luglio, nella settimana successiva al Gran Premio di Gran Bretagna. Vi partecipano la Williams, la Marussia e l'HRT. Il primo giorno il più rapido è Valtteri Bottas, tester della Williams, che precede di oltre cinque secondi Max Chilton su Marussia. Bottas si è confermato anche nel secondo giorno.
La seconda sessione ha luogo sul Circuito di Magny Cours, in Francia, tra l'11 e il 13 settembre. Il Paese ospita la Formula 1 per la prima volta dal Gran Premio di Francia 2008. Anche in questo caso sono tre i team impegnati: la Ferrari, la Force India e la Mercedes. Nel primo turno il più rapido è stato il pilota locale Jules Bianchi su Ferrari in 1'18"070, davanti a Sam Bird, su Mercedes, che ha chiuso in 1'19"618. Bianchi si è confermato anche nel secondo turno della prima giornata, pur fermandosi per un problema elettrico. In questa fase il più vicino al francese è risultato Luiz Razia della Force India, che ha chiuso in 1'18"535. Il giorno seguente Bianchi, questa volta su Force India, è stato ancora il più veloce nel terzo turno, chiudendo in 1'16"647. Sulla Ferrari ha fatto il suo esordio il pilota veneto Davide Rigon, che chiude in 1'18"453. Nel turno il secondo miglior tempo è stato ancora di Bird. Nel turno pomeridiano Rigon ha abbassato il suo tempo fino a 1'17"925, compiendo quasi 700 km, preceduto da Bird, che ha chiuso con 1'17"482. Il terzo giorno la pista è risultata bagnata dalla pioggia. Al mattino Bianchi, tornato sulla Ferrari, ha fermato i cronometri su 1'29"551, compiendo 34 giri. Il secondo è stato il venezuelano Rodolfo González su Force India, con 1'31"725. Nel pomeriggio è tornato il sereno: Bianchi si è confermato ancora il migliore in 1'16"985.
Lo Yas Marina Circuit di Abu Dhabi ha invece accolto l'ultima sessione, dedicata alle sei scuderie che non avevano preso parte ai precedenti test. Questi vi si sono svolti tra il 6 e l'8 novembre, all'indomani del Gran Premio. Nel primo turno del primo giorno il migliore è stato Kevin Magnussen su McLaren in 1'42"651, che ha preceduto António Félix da Costa su Red Bull e Nicolas Prost, figlio di Alain, su Lotus. Al pomeriggio la sua vettura è stata provata da Gary Paffett, ma nessuno è stato in grado di battere il tempo segnato dal danese al mattino. Il miglior di questo turno è proprio Paffett in 1'43"407.
Il giorno seguente, al mattino, António Félix da Costa è risultato il più rapido, con 1'42"679, davanti a Paffett ed Esteban Gutiérrez su Sauber. Sulla Lotus il posto di Prost è stato preso da Edoardo Mortara, che ha chiuso quarto. Al pomeriggio Oliver Turvey ha sostituito Paffett in McLaren. Nessun pilota è stato in grado di battere il tempo del mattino di da Costa. Mortara però si è portato in terza posizione con 1'43"418, mentre Turvey ha chiuso con 1'43"176, secondo miglior tempo di giornata.
Nel primo turno dell'ultimo giorno vengono montate gomme hard. Il più rapido è Esteban Gutiérrez su Sauber, che chiude con 1'43"394. Davide Valsecchi, campione della GP2 Series 2012, testa una Lotus, chiudendo terzo. Al pomeriggio Valsecchi è stato capace di completare un giro in 1'42"677, precedendo Magnussen, tornato al volante della McLaren, e Gutierrez.

## Altre novità
A fine stagione, la FIA solleva il dottor Gary Hartstein dall'incarico di delegato medico ufficiale di gara, sostituendolo con il dottor Ian Roberts.